# Хронологія історії Дніпропетровської області

## Доісторична доба
| Роки                           | Події |
| ------------------------------ | --- |
| 300 тис.р.до н. е.             | Датування палеолітичних стоянок людини на Дністрі (Сокіл), Дніпрі (Круглик біля Запоріжжя), Сіверському Донці (Ізюм) |
| 300—30 тис. р. до н. е.        | (Мустьє) на території України: понад 80 стоянок |
| 250—170 (100) тис.р. до .н. е. | Дніпровське (максимальне) зледеніння: крижаний панцир по Дніпру просунувся до порогів. |
| 75—10 тис. р. до н. е.         | Останнє зледеніння у Європі: льодовик просунувся до Полісся |
| 35—9 тис.р. до н. е.           | Верхній палеоліт на території України; Міграції первісних мисливців з заходу і півдня. Найгустіше населення — на Дністрі, біля Дніпрових порогів і у південному Криму. На території Дніпропетровщини відомо декілька стоянок палеолітичних мисливців в районі порогів: Мерзла балка, Ворон, Ненаситець, Осокорівка. У північній частині регіону була поширена Стрілецька археологічна культура (36(32) — 30(23) тис. р. до н. е.) |
| 9—6 тис. р. до н. е.           | Мезоліт на території України. На території Дніпропетровщини відоми пам'ятки Кукрецької (Дніпровська підгрупа, головним чином вздовж Дніпра) і Донецької археологічних культур, а також Василівський могильник |
| 6—4 тис. до .н. е.             | Неоліт на території України. Лівобережна частина Дніпропетровської області входила в межі розповсюдження Дніпро-Донецької культурної спільноти; досліджені пам'ятки Києво-черкаської (північна частина області), Сурської і Азово-Дніпровської (вздовж Дніпра), Веревкінської (на Пооріллі) культур. |
| 4—3 тис. до н. е.              | Енеоліт на території України. Трипільська поширюється на Центральну Україну; на території області досліджені багато пам'ятки Середньостогівської, Скелянської, Нижньомихайлівської, Репінської культур, культури ямково-гребінцевої кераміки на Пооріллі, пам'ятки Новоданилівського типу та Животилівсько-вовчанської групи (на Присамар‘ї)                                                                                      |
| 3—1 тис. до н. е.              | Під час перехіду до Бронзова доба на території області спочатку розповсюдились племена ямної культурної спільноти (нижньодніпровський варіант), відомі пам'ятки типу Пивихи та репінської культури. Пізніше на південь області розселились племена кримської Кемі-обінської культури. |
| XX ст. до н. е.                | Бронзова доба. Місце племен ямної культури зайняли племена катакомбної культурної спільності, зокрема, інгульської культури (XX — XVII ст. до н. е.) |
| XVII — XV ст. до н. е.         | Період «середньої бронзи» на території України. У Степовій Україні відомі пам'ятки Зрубної культури (XVI — XII ст. до н. е.) і культури багатопружкової кераміки (XVII — XV ст. до н. е.) |
| XV — XIII ст. до н. е.         | Період «пізньої бронзи» на території України. У Степовій Україні відомі пам'ятки Зрубної культури (XVI — XII ст. до н. е.) — у східній частині і Сабатинівської культури (XVII — XV ст. до н. е.) — головним чином у південно-західній частині і Нижньому Подніпров‘ї |
| XII — X ст. до н. е.           | Період «фінальної бронзи» на території України. На території області відомі пам'ятки Білозерської (XIII — X ст. до н. е.) — головним чином, вздовж Дніпра, і Бондарихінської культури (XII — VIII ст. до н. е.) — на Пооріллі (в Україні пам'ятки культури розповсюджені на Слобожанщині). |
| Х — VII ст. до н. е.           | На території України розпочинається доба заліза; в області відомі пам'ятки праслов'янської Чорноліської лісостепової культури (на Посамар‘ї) і степової кімерійської культури (курганні поховання в центральній та південній частині) |

## Антична доба
| Роки                   | Події |
| ---------------------- | --- |
| VII — III ст. до н. е. | Після вигнання кімерійців у VII ст. до н.е. степи зайняли скіфські племена, які прийшли зі сходу. Добре відомі їх величні курганні поховання, особливо на півдні Дніпропетровщини (ймовірно, царські), серед яких Товста могила, Чортомлик, Олександропіль. Навпроти Нікополя на березі Дніпра досліджувалось Кам'янське городище, яке, можливо, було столицею царських скіфів. |
| III — І ст. до н. е.   | Степи зайняті сарматськими племенами (зокрема, відомі язиги, роксолани), рештки скіфського населення закріпились у Криму і у Нижньому Подніпров'ї. |
| І — III ст. н. е.      | Сармати у степах України. У середині ІІ ст. зі сходу пройшли аорси та алани; останні змусили рештки скіфського населення з Подніпров'я відійти на захід. У той же час північний захід України поступово заселяють племена пшеворської та вельбарської культур, які пов'язують з давніми германцями-готами. |
| III — IV — ст. н. е.   | Черняхівська культура поширилась Україною. Ця культура — ймовірно, різноетнічний племінний союз у Правобережній Україні, на Полтавщині, у Молдові та східній Румунії на чолі з германцями-готами. На Дніпропетровщині черняхівці зайняли правобережжя, у східній частині області кочували алани. В Україні відомі сотні черняхівських неукріплених поселень — і лише 3 укріплених городища: у пониззі Південного Бугу, Інгульця і біля села Башмачка Солонянського району Дніпропетровської області. За припущенням деяких дослідників саме Башмацьке городище — це і є легендарна столиця Готської держави Ойум — Археймар, або Данпарстад. |
| 375-376                | Зі сходу в українські степи вторгаються орди гунів. Готи і алани розгромлені і втікають на захід, під захист Римської імперії. Початок «Великого переселення народів». |

## Раннє середньовіччя. Давні слов'яни і Давня Русь
| Роки      | Події |
| --------- | --- |
| V ст.     | На Полтавщині і в прилеглих регіонах сформувалася слов'янська Пеньківська культура (V–VII ст.), яку ототожнюють з племенами антів. В подальшому анти розселились на Поділля, Слобожанщину, в Молдову. На Дніпропетровщині відомі їх поселення вздовж Дніпра та Орілі. У степах мешкали кочовики.                        |
| VI ст.    | 561-562 рр. — українськими степами зі сходу на Дунай пройшли загони аварів на чолі з Бояном; з цього часу почалась доба слов'янських вторгнень і переселень на Балкани, в межі Візантійської імперії. Слідом за аварами йшли тюрки і станом на 581 р. вони приєднали до Тюркського каганату Приазов'я, Таврію, Кубань.  |
| VII ст.   | Південно-східна Україна і Кубань під владою тюркських булгарських племен, які відокремились від Тюркського каганату. Близько 668 р. булгари зазнали поразки від хозарів і розселилися на Волгу, Дунай та в інші боки.                                                                                                   |
| VIII ст.  | Східні райони області перебувають під впливом Салтівської (хозарської) культури. |
| бл.830    | З Сіверського Дінця, з хозарських земель, форсуючи Дніпро, на Прут переселяються племена угрів, які в подальшому (896 р.) починають захоплення Паннонії, де засновують власну державу — Угорщину. Територія Східної і Центральної України підконтрольна Хозарському каганату.                                           |
| 870       | Вірогідна дата заснування візантійськими ченцями на теперішньому Монастирському острові у Дніпропетровську християнського монастиря. |
| Х — XI ст | Дніпром пролягав шлях дружин київських князів на Візантію, Таврію, Кавказ. Через пороги шлях був ускладнений і тут човни витягували на сушу і волокли вздовж берега. Також по Дніпру пролягав торговельний шлях «з варяг у греки» між Балтійським і Чорноморським регіонами.                                            |
| 915       | Перша згадка про печенігів в степах у «Повісті минулих літ» |
| 957       | по дорозі в Царгород (Константинополь, нині — Стамбул) у монастирі на острові зупинялася велика київська княгиня Ольга |
| 972       | Невеликий загін Великого князя Київського Святослава, який повертався з війни з візантійцями на Балканах, зазнав підступного нападу підкуплених печенігів біля Дніпрових порогів. Святослав загинув, а печенізький хан Куря зробив з черепа Святослава чашу.                                                            |
| 988       | на Монастирському острові зупинявся з дружиною, йдучи «воювати» Корсунь (Херсонес), великий київський князь Володимир Святославович (960–1015) |
| 1054      | Перша згадка в давньоруському літописі про половців в степах України |
| 1055      | Кипчацька орда на чолі з ханом Блушем вперше підійшла до південно-східних кордонів Русі |
| 1227      | 27 травня — Битва на Калці (сучасна Донеччина) між монголами і половецько-руськими загонами. Частина руських князів з своїми загонами спустилась Дніпром до порогів, а далі на схід рушила суходолом; вціліли після розгрому князі втікали тим же шляхом                                                                |
| 1239–1241 | Монголо-татарська навала на Південно-руські землі: зокрема, зруйнувано монастир, заснований візантійськими ченцями — місіонерами на Монастирському о-ві, поселення на Ігреньському острові (Огрінь, або ймовірно місто уличів Пересічень) і на о. Кодачек. Степова Україна опинилась під владою кочових татарських орд. |
| 1242      | Після невдалого походу східну Європу 1241—1242 рр. татарські орди на чолі з Батиєм повернулись на Нижню Волгу, яку хан зробив центром своєї новоствореної держави — Золотої Орди. Монгольський улус охоплював степи від Дністра на заході до Ками, Сирдар'ї та Іртиша на сході, тобто всю сучасну степову Україну.      |

## Велике князівство Литовське, Руське і Жемайтійське
| Роки | Події |
| ---- | --- |
| 1362 | Битва на Синіх Водах (Центральна Україна) між литовсько-руським військом Великого князя Литовського Ольгерда Гедиміновича та ордами монголо-татарських ханів: Хачибея, Кутлубуга і Дмитра. Унаслідок перемоги Ольгерда землі Центральної України, зокрема, Київщина, Поділля і Лівобережжя від Десни до Самари відійшли до Великого князівства Литовського. |
| 1392 | Землі між Нижнім Дніпром і Дністром відійшли під контроль Великого князівства Литовського |
| 1433 | Утворення Великої Орди в Північному Причорномор'ї і Нижньому Поволжі. |
| 1448 | Московська православна церква відокремлюється від Київської Митрополії Константинопольського Патріархату й залишається невизнаною Константинопольським Патріархатом до 1589 року. |
| 1449 | На частині території Золотої Орди утворюється Кримське ханство, яке охоплює землі нинішньої Південної України до Великого Лугу і р. Кінські Води з Кубанню. |

## Козацькі часи
| Роки      | Події |
| --------- | --- |
| 1492      | 1 серпня — Перша письмова згадка про Запорозьких козаків: скарга кримсько-татарського хана Менґлі I Гірея до великого князя Литовського Олександра I щодо походу загону черкаських козаків у Дніпровський лиман під проводом черкаського намісника князя Богдана Глинського. |
| 1524      | Датування існування козацького міста Самарь на р. Самарі (тепер — у межах м.Дніпропетровська) |
| 1558      | Перші згадки, пов'язані з іменем Дмитра Вишневецького, про поселення на місці сучасного с.Єлизаветівка Петриківського району |
| 1558      | ймовірна дата заснування Запорізької Січі на острові Томаківка на Великому Лузі (або 1564). Зруйнована татарами у 1593 р. |
| 1564      | Перша згадка про козацькі хутори на місці сучасного с. Таромського |
| 1569      | Люблінська польсько-литовська унія про об'єднання двох держав: серед іншого, нинішні українські землі з Подніпров'ям (Київське воєводство) від Великого князівства Литовського відійшли до складу польських володінь. |
| 1576      | Перша письмова згадка про козацьке містечко Самарь у пониззі Самари. у 26 верстах вище міста, на великому острові, між річкоми Самара і її рукавом річкою Самарчик була використана «дубова товща» (віковий ліс) для будівництва першої козацької церкви чудотворця Миколая (ієромонаха Київського монастиря) |
| 1593      | Руйнування татарами Запорозької Січі на о. Томаківка; спорудження Січі на о. Базавлук на Великому Лузі (Базавлуцька Січ: 1593–1630, або 1638) |
| 1594      | Перша згадка про переправу через Дніпро на Микитиному Розі (тепер м.Нікополь) |
| 1594–1596 | Антипольське повстання під проводом Северина Наливайка і запорізьких ватажків Григорія Лободи і Матвія Шаули |
| 1598      | Перша згадка про Кам'янську переправу через Дніпро (тепер — ж/м Фрунзенський у Дніпропетровську) |
| 1600      | Перша згадка про Богородицькі хутори (тепер — м.Підгородне) |
| 1602      | При церкві чудотворця Миколая на Самарі утворено Самарсько-Миколаєвський-Пустинний монастир. Виникнення с.Царичанка |
| 1602      | |
| 1628      | Вірогідна дата заснування Запорозької Січі на Микитиному Розі біля сучасного м.Нікополь (або 1638/1639 р.) |
| 1635      | Квітень-липень — за проектами і під керівництвом французького інженера Гійома Ле-Вассера де Боплана сотні вибранців зі шляхетських маєтків і полонених татар та інших будували над Кодацьким порогом, на правому піднесеному березі Дніпра фортецю Кодак, здатну вмістити тисячу і більше осіб. 3 (за ін даними — 12) серпня фортецю Кодак в нічний штурм захопили низові запорізькі козаки під проводом гетьмана нереєстрового козацтва Івана Сулими, які повертались з походу проти Туреччини; гарнізон фортеці з двох драгунських сотень німців — жолніров під командуванням капітана Жана Маріона винищено. Вересень-грудень — облога полками реєстрових козаків фортеці Кодак, в якій оборонялися низові запорізькі козаки під проводом Івана Сулими. Змова купки зрадників досягла мети: Іван Сулима і п'ятеро його старшин були схоплені, видані реєстровцям і відправлені до Варшави на розправу, а інших січовиків жорстоко карали на місці. |
| 1638      | Після низки козацьких повстань 1594–1638 років польська влада знищила Запорізьку Січ на о. Базавлук і створила Січ на Микитиному Розі поблизу сучасного м. Нікополь.(або у 1628 р.) |
| 1639      | під керівництвом і за проектом інспектора коронних арсеналів Речі Посполитої Фрідріха Гектанта велися роботи з відновлення та реконструкції фортеці Кодак. Її розміри збільшилися майже втричі, були побудовані католицький костел і монастир, православна церква, а польська залога збільшена до 600 найманців. Вогневу міць посилили артилерією, а також встановили за 3 кілометри величезну сторожову вежу. Губернатором Кодака став шляхтич Ян Жолтовський, а комендантом — А. Конецпольський, племінник коронного гетьмана С. Конецпольського Літо — коронний гетьман Ст. Конецпольський зі своєю пишною свитою прибув на прийом фортеці Кодак, оглянувши її залишився задоволений і висловив впевненість у її неприступності, на що Чигиринський сотник Богдан Хмельницький зауважив: " Manusfacta — manus destruo " (" Рукою створене — рукою руйнується ").                                                                                   |
| 1640–1655 | на місці сучасного Верхньодніпровська — укріплений маєток польського дозорця, згодом наприкінці 17 століття виник козацький зимівник |
| 1647      | Грудень — на Запорожжя прибув утікач Богдан Хмельницький — спершу на о. Бучки, потім на Микитинську Січ |

## Повстання Богдана Хмельницького і Руїна
| Роки | Події |
| ---- | --- |
| 1648 | 21 (або 25, або 31 січня) загін повстанців на чолі з Б. Хмельницьким захопив Микитинську Січ. У цьому йому сприяли козаки Черкаського козацького реєстрового полку, які перебували в ній для спостереження за татарськими переправами через Дніпро. Повстання охопило весь Низ, де Б. Хмельницький «усіх жовнірів польських та німців-найманців (що залогою на Запорожжі стояли) винищив». Початок Визвільної україно-польської війни 1648–1657 рр. 29 квітня — 16 травня — розгром запорізько-татарським військом авангарду польського війська в урочищі Княжі байраки на Жовтих Водах (біля сучасного с. Жовте П'ятихатського району Дніпропетровської області) Літо — на початку національно — визвольної війни українського народу проти гніту панської Польщі фортеця Кодак була вдруге узята низовими запорізькими козаками під командуванням полковника Нестиренко. 7 жовтня — запорізькі козаки остаточно захопили фортецю Кодак під час Національно-визвольної війни проти польської знаті. Перша згадка про козацький «хутір Обуха» (нині — с.Кіровське або Обухівка біля Дніпропетровська) |
| 1649 | 18 серпня — укладено україно-польський Зборівський договір, який підсумував першу фазу в історії Хмельниччини і легалізував самоврядність українських козаків в межах Речі Посполитої. |
| 1650 | — в єпархіальних відомостях вперше згадується назва поселення запорізьких козаків Новий Кодак. у Ягідному байраці у річки Кільчень відомі зимівники старих запорожців, що мали худобу, бджіл і що ловили рибу. Нині тут с.Спаське |
| 1652 | запорожці перенесли свою Січ з Микитиного Рогу на ріку Чортомлик, улаштувавши там Чортомлицьку Січ. Причина перенесення Січі з Микитиного Рогу в гирло Чортомлика — стратегічні недоліки (висока місцевість і з трьох боків майже зовсім відкрита). |
| 1654 | Січень-березень — Укладання Переяславської угоди між московською владою і частиною козацької верхівки на чолі з Б.Хмельницьким: Україна потрапляла під московський протекторат, Москва розпочинала бойові дії проти Польщі. |
| 1656 | у фортеці Кодак були поселені лоцмани, що проводили судна і плоти через Дніпрові пороги |
| 1660 | У гирлі Самари на острові Чаплі запорізькими козаками на чолі з отаманом І.Сірком була розбита татарська орда, звільнені тисячі невільників |
| 1667 | 30 січня — під Смоленськом підписане московсько-польське Андрусівське перемир'я, яке зокрема, визнавало приєднання до Московії Лівобережної України і Смоленська; Запорозька Січ мала перебувати під спільною владою обох держав. Сепаратний договір, порушивши умови Переяславської Ради (1654) та інших договорів з гетьманами Б. Хмельницьким, Ю. Хмельницьким та І. Брюховецьким, закріпив насильницький поділ української етнічної території на дві частини Перша писемна згадка про с.Китайгород |
| 1672 | Перша згадка про Орлів Кут (с. Орлівщину) біля Самарського козачого Пустинно-Миколаївського монастиря |
| 1686 | 6 травня — у Москві підписано московсько-польський договір — «Вічний мир», який закріплював умови Андрусівського перемир'я 1667 р. |

## Московська експансія
| Роки      | Події |
| --------- | --- |
| 1687      | Травень — липень — невдалий московсько-козацький перший Кримський похід на чолі з московським князем В. В. Голіциним і Гетьманом І.Самойловичем (військо рушило через Присамар'я) 4 серпня — гетьманом України обрано Івана Мазепу Константинопольський Патріархат визнає актом хабарництва та скасовує рішення 1686 року про підпорядкування Київської митрополії Московській православній церкві. З того часу вважає Україну своєю «канонічною територією». |
| 1688      | У гирлі Самари, біля козацького міста Самарь, у рамках підготовки 2-го походу на Крим, побудовано Богородицьку фортецю з посадом — першу московську колонію на козацьких землях; мешканці козацького Самаря почали розселятися по навколишніх селах. |
| 1689      | за наказом князя Василя Голіцина по проекту Вільяма фон Залена побудована Новосергіївська фортеця (нині — с.Вільне на Самарі) 17 березня — 29 червня — невдалий московсько-козацький другий Кримський похід на Перекоп. Один з наслідків — у серпні регентша московських царів Івана і Петра Софія була відлучена від влади і поміщена в Новодівочий монастир, її наближені заслані або страчені, а влада у Москві перейшла до Петра І. |
| 1696      | Після смерті царя Івана Олексійовича його соправитель Петро Олексійович став єдинодержавним московським царем. |
| 1699      | — фортецю Кодак відвідав Петро І, коли готувався до війни з Туреччиною за вихід Москівщини до Чорного моря |
| 1700      | 30 серпня — московський цар Петро I оголосив війну Швеції. Розпочалася Північна війна, що тривала 21 рік |
| 1704      | 25 вересня — дата першої згадки як слободи запорізького поселення Таромського, (нині у складі Дніпропетровська). оселився в своєму зимівнику старий козак Оверко Губа (з 1776 — військова слобода Губиниха) |
| 1706      | Перша згадка про с.Личкове (нині Магдалинівського району) |
| 1707      | Перша згадка про балку козака Прокопа Бородая, з 1745 — слобода Бородаївка на Дніпрі; за наказом Коша Запорізького на річку Вовчу був виставлений козацький пост, який вів спостереження за рухом татар. Так тут виник запорізький зимівник., з 1775 — військова слобода Васильківка Кінець 1707 — початок 1708 рр. — у фортеці Кодак двічі був ватажок повстання Кіндрат Булавін, який звернувся звідси з відозвою до селян і козаків підніматися на боротьбу проти своїх гнобителів бояр і воєвод. |
| 1709      | Дізнавшись про допомогу запорожців Мазепі (який з частиною козаків перейшов на бік короля Швеції), царський уряд направив на Січ військо під проводом полковника П. Яковлєва. Прямуючи на Січ, війська нищили козацькі містечка й села. Було спустошено й містечко Переволочне у гирлі Ворскли. Козацьку залогу, що стояла там, було вирізано, а флотилію козацьких човнів спалили. Проте захопити і зруйнувати Січ із першої спроби не вдалося, до того ж війська зазнали чималих втрат. На допомогу Яковлєву прийшов загін компанійського полковника Гната Галагана, так як він добре знав Січ та її околиці, і облудно пообіцяв січовикам недоторканність. Оборону Січі очолив наказний отаман Яким Богуш, який наказав козакам відкопатися від берега, після чого в прокопаний рів потрапили води Чортомлика, а сама Січ опинилася на острові. 14 травня — король Швеції Карл ХІІ відновив воєнні дії; того ж дня три полки московської армії обступили Чортомлик. Кількасот запорожців, що перебували в той час на Січі, оборонялись, застосовуючи січову артилерію; близько 350 нападників загинуло, понад 150 було поранено. Але запорожцям не вдалося утримати оборону і, сівши на човни, вони подалися вниз по Дніпру. Московські війська увірвалися в Січ, захопили 36 гармат та іншу зброю, в тому числі й козацькі човни. Виконуючи наказ, московський полковник стратив усіх полонених, а потім зруйнував січову фортецю, спалив курені й військові будівлі, після чого спустилися по Дніпру і почали хапати й страчувати навіть тих козаків, які перебували на промислах і не брали участі в військових подіях. В подальшому вціліли козаки заснували нову Січ в татарських володіннях у пониззі Дніпра. 27 червня (8 липня) 1709 — Поблизу Полтави відбулася Полтавська битва — визначна баталія під час Північної війни між арміями Карла XII та Петра I. 29/30 червня — біля Переволочної король Швеції Карл XII та Гетьман Іван Мазепа, втікаючи від московських військ після поразки під Полтавою, з невеликим загоном форсували Дніпро, опинились у Мишуриному Розі і рушили далі до турецьких володінь у Молдову. На лівому березі залишилися запорозька піхота, кількасот компанійців та залишки шведської армії під керівництвом Крейца та Левенгаупта. Останні, при наближенні московських військ, склали зброю. Полонених запорожців невдовзі було знищено. |
| 1711      | кримський хан Девлет Гірей з ордою осадив Новосергіївську і Богородицьку фортеці. Новосергіївці здалися і видали хану московський гарнізон. 27 травня — 12 липня — невдалий Прутський похід московською армії у турецькі володіння у Молдові, завершився оточенням московської армії на чолі з царем Петром І на Пруті і підписанням Прутського миру, згідно з яким Московська держава передавала Туреччині Азов і мусила зруйнувати свої щойно зведені фортеці Таганрог, Кам'яний Затон у нижній течії Дніпра та Богородицьку у гирлі Самари. Також були знищені укріплення Кодацької і Новосергіївської фортець. Петро І зобов'язався припинити втручання у внутрішні справи Речі Посполитої і «вийти геть із земель пов'язаних з Польщею козаків, запорожців, а також тих козаків, що перебувають у союзі з найяснішим ханом Криму». Таким чином, відповідно до цієї угоди Московська держава визнавала юрисдикцію Туреччини над Військом Запорозьким. |
| 1713      | 13 (24 червня) — у Адріанополі укладено мирний договір, який закінчив московсько-турецьку війну 1711–1713 рр. Московська держава підтверджувала угоди 1711 та 1712 років, в тому числі визнавала юрисдикцію Туреччини над Військом Запорозьким. Московсько-турецький кордон переносився аж до безпосередніх кордонів Лівобережної Гетьманщини — в межиріччя Самари й Орілі, далі на південний схід по Сіверському Дінцю. |
| 1720      | Перша писемна згадка про с.Могилів як хутір запорізького старшини Могили |
| 1731-64   | спорудження по правому берегу Орілі до Сіверського Дінця Української укріпленої лінії у складі 16 фортець і 49 редутів, з'єднаних між собою високим земляним валом і глибоким ровом. Основна частина робіт зі спорудження лінії була виконана українськими козаками та селянами у 1731–1732 роках. Щорічно в ці роки на лінії працювало по 20 тисяч козаків і по 10 тисяч селян із Гетьманщини, які зобов'язані були виходити на роботу зі своїм інвентарем та провіантом, кожен 10-й з робочою худобою, а козаки — зі зброєю. 1732 року, крім гетьманських полків, зобов'язали вислати до робіт на лінію ще 2 тисячі робітних людей зі слобідських полків. На будівництві лінії тоді загинули тисячі українців |
| 1734      | 31 березня — з дозволу і під наглядом російського уряду отаманом-гетьманом І. Малашевичем у Великій плавні, що займала 26 тисяч десятин, була заснована остання запорізька фортеця — Нова (Підпільнянська) Січ. Підставою для подальшого існування Нової Січі як території був підписаний у 1734 році Лубенський договір про визнання запорожцями московського протекторату. Для нагляду за діями козаків царський уряд побудував за 2 км від Нової Січі укріплення з двома напівбастіонами і постійною залогою — так званий Новосіченський ретраншемент. Кодак отримує статус слободи; 1734–1775 рр. — Фортеця Кодак і село Старий Кодак були центром Кодацької паланки у складі земель Війська Запорозького. У ці ж часи існували Орільська паланка (центр — с. Козирщина), Самарська паланка (центр — Нова Самара), Кальміуська паланка (центр — Домаха), Протовчанська паланка, Інгульська паланка (центр — Перевізка біля пізнішого Херсону) і Бугогардівська паланка між Інгульцем і Південним Бугом (центр — Гард). |
| 1735      | (або 1736) — в ході підготовки до російсько-турецької війни 1735–1739 років відновлена фортеця у Кодаку, Новобогородицька у гирлі Самари, споруджено Усть-Самарський ретраншемент на лівому березі Самари. |
| 1736      | Похід Х.Мініха з Ізюму на Азов і з Царичанки на Крим. Відступ російських військ на Самару. |
| 1737      | супроти Усть-Самарської фортеці зведено Кам'янський ретраншемент |
| 1738      | Виникнення козацької слободи Карнаухівка (нині у межах м.Кам'янське) |
| 1739      | 18 (29 вересня) між Російською та Османською імперіями підписано Белгра́дський ми́рний договір, який завершив російсько-турецьку війну 1735–1739 рр. і згідно з яким, зокрема, за Росією визнавалися Азов (але без укріплень) та Запорожжя |
| 1740      | Виникнення козацької слободи Тритузне (нині у межах м.Кам'янське) |
| 1743      | вірогідна дата заснування козацької слободи Половиця (центр нинішнього Дніпропетровська) |
| 1744      | Перша згадка про с. Мануйлівка (Поповка) — тепер район Дніпропетровська «Нижньодніпровськ» за сенатським указом відновлена влада Коша Запорозької Січі |
| 1749      | в місцевість Погоріле поселився багатий козак Дмухайло. Пізніше поселились козаки Гаркуша, Шляховий, Логойда. Поселення стали називати хуторами Дмухайла. (нині — с.Дмухайлівка Магдалинівського району) |
| 1750      | Будівництво церкви і перша згадка про с. Кам‘янське (нині м.Кам'янське) Лоцманами з Ненаситенського порогу і запорізької гребної флотилії засноване село Лоцманська Кам'янка |
| 1760      | Виникнення на р. Вовчий поселення відставного запорізького старшини Головка (з 1779 — слобода Покровська) Перші згадки про зимівники і хутори в Капчиїлівці і в балках річки Очеретуватої — нині с.Очеретувате |
| 1764      | 22 березня (2 квітня) шляхом об'єднання Нової Сербії і Новослобідського козацького полку утворено Новоросійську губернію, яка поділялася на три полки: Єлисаветградський пікінерний полк (перейменований 1764 року Новослобідський козацький полк), Чорний гусарський полк і Жовтий гусарський полк. (Нині переважно територія Кіровоградської області) 22 листопада — указом Катерини ІІ на території сучасної України була скасована Гетьманщина. Слобода Таромське отримує статус державної військової слободи Перша згадка про с.Перещепине |
| 1765      | 8 грудня — писарю й осавулові Кодацької паланки було наказано наглядати за зеленими насадженнями на Монастирському острові, який жителі Половиці самовільно спустошували. |
| 1768–1774 | Російсько-турецька війна: бойові дії на Дунаї, Кавказі і в Криму. У війні брали участь від 5 до 10 тис. Запорозьких козаків. Завершилась підписанням у Добруджі Кучук-Кайнарджинського миру, згідно з яким, зокрема, була прописана незалежність від Османської імперії татар кримських, кубанських тощо, Росія утримувала за собою Керч, Єні-Кале, Азов і Кінбурн, Кабарду на Кавказі, приєднувала землі між пониззям Дніпра і Південного Бугу; |
| 1769      | Виникнення с.Кринички |
| 1770      | — засновано запорізьке поселення Сухачівка (нині — в межах Дніпропетровська) Виникнення зимівника козака Матвія Хижняка — в подальшому Матвіївські хутори, слобода Луганська, з 1784 — м.Павлоград |
| 1774      | на місці старого запорозького зимівника виникло село запорізького козака Микити Коржа — Михайлівка (нині — Сурсько-Михайлівка) |
| 1775      | 14 лютого — утворення Азовської губернії (Другої) у складі Бахмутської і Азовської провінцій. 8 травня (27 квітня за ст..ст.) в «Розписі заснованих поштових станцій по річці Інгулець від Кременчука до Херсона» з'являється перша офіційна письмова згадка про Кривий Ріг як про поштову станцію. 5 червня — Російські війська під командуванням генерала П. А. Текелі, які повертались з турецького фронту, захопили і зруйнували Запорізьку Підпільненську (Нову) Січ. Ліквідація запорізького козацтва в Україні. Вціліли козаки переселилися до володінь турецького султана і в дельті Дунаю заснували нову Січ. 13 червня — освячено місце і закладено храм на честь Святої Трійці в містечку Самарчук. Рішення про будівництво трьохпрестольної церкви на новому місці було ухвалене ще 1773 року полковим старшиною Самарської паланки Війська Запорізького Низового Яковом Легкоступом (Легким) та місцевими жителями містечка Самарчук (з 1795 року — Новомосковськ). Для будівництва храму запросили талановитого зодчого з містечка Нові Водолаги (колишня Харківська губернія) — козака Якима (Іоакима) Погребняка . 9 вересня — була заснована Катеринославська (нині Дніпропетровська) єпархія. «Примірною генеральною картою Новоросійської та Азовської губерній, складеною 18 червня 1775» визначено місце міста (Катеринослава) — у злиття річок Кільчені і Самари, поблизу Самарського ретраншемента Головний командир Дніпровської укріпленої лінії, майбутній губернатор Азовської губернії генерал — майор В.О.Чертков затвердив загальний план м. Катеринослава на Кільчені засновано запорізьке поселення Діївка (нині — в межах Дніпропетровська); засновано слободу Петропавлівку |
| 1776      | 23 квітня (4 травня) — Губернатор Азовської губернії В. О. Чертков подав на затвердження генерал — губернатору Г. О. Потьомкіну проекти і кошториси на побудову губернського міста Катеринослава. Заснування с.Одинківка (нині — в межах Дніпропетровська) |
| 1777      | Червень — Азовський губернатор Чертков розпочав будівництво Катеринослава 11 (22) жовтня — Губернатор В. О. Чертков рапортував Г. О. Потьомкіну про хід будівництва Катеринослава: «…уповаю будущего года к маю месяцу …все до губернии принадлежащие чины…в тот город Екатеринослав перейти могут» |
| 1778      | Богородицькі хутори (нині м.Підгородне) отримують статус слободи Заснування на місці теперішнього с.Роздори запорізького зимовника 14 жовтня — катеринославський протопоп Олексій Хандалєєв з благословення правлячого архієрея освятив новозбудовану Свято-Духівську церкву. Церква знаходилась на території нинішнього селища Шевченка. 31 жовтня (11 листопада) — Правлячий Сенат видав указ про повідомлення адміністративних установ Росії про переїзд державних служб Азовської губернії в Катеринослав. |
| 1779      | Початок будівництва фортеці Слов‘янськ (згодом — м.Нікополь) на місці колишнього зимівника Г.О.Потьомкін, власник навколишніх земель, заснував слободу Григорівку – з 1806 – м.Верхньодніпровськ перша згадка про с.Знам'янка на поштовому тракті з Новоселиці до Матвіївки |
| 1780      | 14 лютого — Проведено освячення та відкриті богослужіння в церкві Преображення Господнього слободи Волоської 21 листопада — у слободі Новосілка (зараз у складі села Лобойківка Петриківського району) провели освячення дерев'яної Успенської церкви. 10 грудня — проведено освячення і відкриті богослужіння в новозбудованій дерев'яній Воскресенській церкви слободи Козирщина (сучасне село Великокозирщина Личківської сільради Магдалинівського району). Утворення біля Усть-Самарського ретраншементу с.Ігрень (Огрень) (нині Стара Ігрень в межах Дніпропетровська) |
| 1781      | у Катеринославі налічувалося 2194 жителя, малося 140 різних будівель, 4 церкви різних віросповідань, 2 училища, дерев'яний міст через р.Кільчень. 22 лютого — в слободі Михайлівка Новомосковського повіту на Орілі освятили Миколаївську церкву. Завершено будівництво собору у Новомосковську |
| 1782      | 24 листопада — у слободі Вільній проведено освячення і відкриті богослужіння в церкві в ім'я Святого Духа. |
| 1783      | 30 березня — Азовська і Новоросійська губернії об'єднані в Катеринославське намісництво Ліквідація Усть-Самарського ретраншементу перша згадка про с. Магдалинівку |
| 1784      | 22 січня — Катерина II підписала указ про перенесення Катеринослава з Кільчені на правий берег Дніпра: «губернскому городу под названием Екатеринослав быть по лучшей удобности по правой стороне Днепра у Кайдака». 5 (16) вересня — видано указ «Про заснування університету в губернському місті Катеринославі». з'являється с.Мандриківка (нині в межах м. Дніпропетровська) Катеринослав на Кільчені перейменовано на Новомосковськ Слобода Старі Кодаки отримує статус села Відставний осавул війська запорізького Лазар Глоба продає казні сад, що сподобався князю Г. О. Потьомкіну, переїжджає на нове місце, де створює другий сад, що став основою нинішнього «Міського парку культури і відпочинку ім. Лазаря Глоби» у м.Дніпро 1784–1797 — м.Новий Кайдак виконувало функції губернського міста |
| 1785      | 24 листопада — у слободі Олексіївка (зараз — село Любимівка) проведено освячення і відкриті богослужіння у дерев'яній церкві святого Миколая. |
| 1786      | м.Новомосковськ з Кільчені перенесено на місце Новобогородицька (колишній Самарь) 11 жовтня 1786 — князь Потьомкін доручив генерал-майору Івану Синельникову будівництво міста Катеринослава . До цього доручення додавалися двісті тисяч рублів з вимогою «… приступити негайно до заготівлі матеріалів і припасів, наскільки можна в більшому числі, по близькості до означеного від мене під те місто місця, де тепер знаходиться село Половиця» 4 (15) жовтня — Катерині ІІ представлені на затвердження план Катеринослава та проекти основних суспільних споруд; 13 (24) жовтня — імператриця затвердила план губернського міста Катеринослава, який в точності відповідав Потьомкінському «Накресленню». Його виконав французький архітектор Клод Геруа. |

## Заснування та розвиток Катеринослава
| Роки      | Події |
| --------- | --- |
| 1787      | 7 (18) травня — у села Новий Кодак відбулася зустріч імператриці Катерини II з імператором Священної Римської імперії (Австро — Угорської) Йосипом II («графом Фалькенштейном»), запрошеним в подорож по «Новоросії»; 9 (20) травня — відбувся урочистий акт закладки Преображенського собору за проектом Клода Геруа за участю Катерини II. Серпень — до Катеринослава прибув призначений його архітектором І. Є. Старов ; — за проектом І. Є. Старова розпочато будівництво палацу для князя Г. О. Потьомкіна; — Розпочато створення нового генерального плану м. Катеринослава. 12 листопада — особливий козачий корпус, створений з жителів Катеринославщини, отримав назву «Катеринославське козацьке військо» або військо «Новодонских козаків». Існувало до 1796 р. Заснування запорізького зимівника на Інгульці (нині с. Широке) |
| 1789      | 1 липня — Перенесення губернського правління з Кременчука до Катеринослава. Заснування німецько-голландських колоній — Йожефсталь (нині Самарівка), Фішерсдорф (нині Рибальське у Дніпропетровську) у пониззі Самари, Кронгартен (частина нинішнього Підгороднього), Ямбург (с.Дніпрове на Сурі) |
| 1790      | — завершено будівництво палацу князя Г. О. Потьомкіна ; — Ландшафтний архітектор Вільям Гульд перетворив сад осавула Лазаря Глоби в палацовий парк (нині — Центральний парк культури і відпочинку ім. Т. Г. Шевченка) |
| 1791      | 15 січня — у Катеринославі освятили першу міську церкву в ім'я Казанської ікони Богоматері. 5 жовтня (за новим стилем 16 жовтня) — помер перший генерал-губернатор Новоросійської губернії, автор початкового проекту будівництва Катеринослава Григорій Олександрович Потьомкін-Таврійський. 18 листопада — Проведено освячення та відкриті богослужіння у Преображенській церкві Катеринослава 23 грудня — імператриця Катерина ІІ поширила «права громадянства», якими євреї користувалися в приєднаній Білорусі, на Катеринославське намісництво, і з цього часу область входить в межу постійної єврейської осілості. |
| 1791-93   | «… Губернське місто Катеринослав остаточно всілося на місці колишньої запорізької слободи Половиці» (Д. І. Яворницький) 1791–1795 — Виникнення с.Софіївка |
| 1792      | - затверджено генеральний план Катеринослава, розроблений І. Є. Старовим: центр міста розміщувався в нагірній частині, уздовж Дніпра простяглася головна вулиця «гульбище середньої вулиці», пізніше названа Єкатерининським проспектом. 26 січня — територія між річками Південним Бугом і Дністром була включена до складу Катеринославського намісництва згідно з «Трактатом вічного миру і дружби», який був підписаний між Росією і Туреччиною в грудні 1791 |
| 1793      | 2 березня — Відкриття двох корпусів суконної фабрики у Катеринославі 17 квітня — Відкриття головного народного училища у Катеринославі Червень — На базі похідній друкарні князя Григорія Потьомкіна відкрито першу в місті друкарню Заснування с. Покровського — нині м.Апостолове помер Лазар Остапович Глоба, відставний осавул війська запорізького, засновник двох парків в Катеринославі ліквідація Новобогородицької фортеці на Самарі, перевезення Новобогородицької церкви через р. Самару до с.Одинківка |
| 1794      | 26 вересня — вийшов Указ, за яким перейменований Катеринослав І — Новомосковськ «переведений» з Кримки вище за течією річки Самари до козацького поселення Новоселиця. Катеринослав І назавжди припинив існування, а Новоселиця 7 жовтня отримала нову назву — Новомосковськ. 7 жовтня — слобода Новоселиця була перейменована в місто Новомосковськ. Тоді ж Новомосковськ отримав статус повітового міста. |
| 1795      | 3 липня — Приєднання до Катеринослава с. Нові Кайдаки. 4 жовтня — проведено освячення і відкриті богослужіння в Іоанно-Богословській церкві слободи Сухачівка |
| 1796      | засновано с.Краснопілля 20 листопада — у Нікополі освятили Свято-Покровську церкву 12 грудня — Катеринославське намісництво було перетворено на Новоросійську губернію Ліквідація Катеринославського козацького війська, яке з 1787 р. існувало між Південним Бугом і Інгулом. |
| 1797      | 29 листопада 1797 — третім генерал-губернатором Катеринославщини став Василь Васильович Каховський. 21 грудня — була скасована Катеринославська єпархія. Замість неї з'явилася Новоросійська і Дніпровська єпархія. 22 грудня — Намагаючись знищити всякі нагадування про діяльність його матері, імператриці Катерини ІІ, імператор Павло I перейменовує Катеринослав в Новоросійськ. |
| 1798      | 1 (22) травня — наказом громадського піклування засновані благодійні заклади: богодільня, земська лікарня та будинок божевільних, які дали початок губернській лікарні. |
| 1800      | у Новоросійську проживало 6389 осіб. |
| 1802      | 8 жовтня — з'явилася Катеринославська губернія. Згідно з указом Олександра I про адміністративно-територіальний поділ Новоросійської губернії, вона розділялася на Миколаївську, Таврійську і Катеринославську губернії. 20 жовтня — Новоросійськ перейменували в Катеринослав. Цим цар Олександр I завершив адміністративну реформу в Новоросійської губернії. Тепер в новостворену Катеринославську губернію входили повіти: Катеринославський, Новомосковський, Павлоградський, Бахмутський, Маріупольський, Ростовський-на-Дону, Олександровскій, Верхньодніпровський і Слов'яносербський. |
| 1803      | 26 липня — Засновано Хрестовоздвиженську церкву у Діївці. |
| 1804      | До Катеринослава переведено духовну семінарію |
| 1805      | 15 липня — у Павлограді відкрито повітове училище 13 серпня — відкрита Катеринославська класична гімназія |
| 1806      | 5 червня — Слобода Новогригорівка на Катеринославщині отримала статус повітового міста і була перейменована в Верхньодніпровськ. |
| 1807      | 31 жовтня — Маріупольський повіт (місто Маріуполь і 23 грецьких села) виділили в Грецький округ Таганрозького градоначальства Катеринославської губернії Російської імперії. |
| 1808      | засноване село (нині місто) Інгулець |
| 1814      | 23 січня — у м. Катеринославі народилася Олена Андріївна Ган, перша катеринославська письменниця. |
| 1817      | 21 квітня — затверджено новий план Катеринослава, складений губернським архітектором В. І. Гесте. План закріпив переміщення центру з «гори» в нижню частину міста. у Катеринославі засновано помологічне (садівниче) товариство. |
| 1820      | 17 або 18 — 22 травня (або 5 червня) — перебування О.С.Пушкіна в Катеринославі |
| 1825      | у Катеринославі проживало 8412 чоловік, налічувалося 1095 будинків, в тому числі 13 казенних, 3 громадських, 3 церкви, один богоугодний заклад, одна гімназія, одна семинарія, одне повітове училище. — у Катеринославі на нинішній вул. Ливаній заснований чавуноливарний і механічний завод Заславського (або 1832 р.) |
| 1830      | Повторна закладка Преображенського собору |
| 1832      | 20 серпня — народився Олександр Миколайович Поль, видатний дослідник Придніпров'я |
| 1833      | проїздом у Катеринославі початківець художник І.К.Айвазовський зробив малюнок міста у Катеринославі відкрилась суконна фабрика Нейммана |
| 1834      | у Катеринославі в будинку дворянського зібрання відкрита публічна бібліотека (згоріла в 1839 р.) |
| 1837      | 11 грудня — губернатором Катеринослава призначений Пеутлінг Андрій Олександрович. |
| 1838      | 19 січня — почала виходити перша газета Катеринослава — «Катеринославські губернські відомості» — офіційна газета Катеринославського губернського правління. Лютий — у Катеринославі заснована пароплавна компанія у Катеринославі Відкритий дворянський Англійський клуб |
| 1842      | у Катеринославі відкрита перша приватна друкарня Я. Чауського. |
| 1843      | відроджена міська публічна бібліотека, розміщена в залі міського голови. |
| 1846      | 24 червня 1846 — письменник В. Г.Белінський писав дружині: «Катеринослав стоїть на березі Дніпра. Дніпро обтікає його півколом і в цьому місці ширше Неви. Місто надзвичайно оригінальне. Вулиці прямі, широкі, є будинки порядні, але найбільше мазанки, по вулицях бродять свині з поросятами і сплутані коні». 26 вересня — у Катеринославі відбулося відкриття пам'ятника Катерині II. |
| 1847      | 24 січня — Найвищим указом губернатором Катеринославської губернії призначений новий цивільний губернатор Андрій Якович Фабр. Таємний радник Фабр, який пробув на цій посаді десять років і встиг зробити чимало, багато сприяв і розвитку Катеринослава, займався благоустроєм і красою міста. Він був відомий своєю культурно-просвітницькою діяльністю, виступив організатором Катеринославського громадського музею, доклав багато сил для упорядкування та озеленення міста, особливо головного проспекту. У Катеринославі відкрито перший постійний театр |
| 1849      | в одному з приміщень Потьомкінського палацу відкритий " Музеум старожитностей Катеринославської губернії " (нині — Історичний музей ім. Д. І. Яворницького). |
| 1852      | Червень — на вул. Єврейській у Катеринославі (нині Шолом-Алейхема) побудована хоральна синагога |
| 1854      | 18 лютого — Оголошення на військовому стані Катеринославської губернії і Таганрозького градоначальства в зв'язку з Кримською війною 1854–1855 — у Катеринослав приходили обози з хворими і пораненими учасниками Кримської війни, де вони проходили лікування; У місті проїздом перебував хірург М. І. Пирогов. |
| 1855      | у Катеринославі відкрита перша фотографічна майстерня 25 жовтня — народився Дмитро Іванович Яворницький . Видатний український вчений за своє життя опублікував близько 50 наукових робіт, серед яких такі праці, як тритомник «Історія запорізьких козаків», двотомна праця «Запоріжжя в залишках старовини і переказах народу» та «Нариси з історії запорізьких козаків і Новоросійського краю» |
| 1855      | у Катеринославі на ул. Гостинній, проти театру, заснована тютюнова фабрика І. Д. Джигіта |
| 1858      | купець В. П. Ульман в будинку Бродського на вул. Олександрівській (нині Артема) відкрив книжковий магазин, філію книговидавця А.Смірдіна |
| 1859      | 20 жовтня — у Катеринославі запрацювала перша телеграфна установка. Місто отримало постійний зв'язок з найбільшими містами Російської імперії. У державному селі Кривий Ріг налічувалось 554 двори і 3 644 жителі. В селі Інгульці було 1 396 жителів, а у Олександровому Дарі (Рахманівці) — 1 149 |
| 1861      | У Катеринославі функціонували 5 лікувальних закладів, у тому числі губернська лікарня. напередодні реформи в місті було 11 навчальних закладів, де навчалося 675 осіб. Всі навчальні заклади, крім гімназії, повітового і парафіяльного училища, були приватними. У місті було 2 книжкових магазини, невеликі бібліотеки в гімназії та повітовому училищі. |
| 1863      | 10 червня — у Катеринославі було споруджено одну з найстаріших будівель міста — чоловічу гімназію, нині це корпус № 2 медичної академії |
| 1865      | 20 грудня — у Катеринославі 22 846 мешканців |
| 1866      | О. М. Поль, проводячи археологічні дослідження балки Дубова біля Кривого Рогу, виявив виходи покладів багатої залізної руди. 20 грудня (1 січня) — проведений перший одноденний перепис населення, у Катеринославі зареєстровано 22.846 жителів |
| 1867      | 8 липня — у Катеринославі розпочав роботу Херсонський земський банк |
| 1869      | 22 червня — Міська дума Катеринослава ухвалила рішення про будівництво за проектом інженера Ротмана міського водоводу, розрахованого на подачу 20 000 відер води на добу. 4 липня — Закладена перша черга водогону від пл. Соборної. 7 грудня — у Катеринославі відкрито водогін. Дата відкриття водопроводу була встановлена по телеграмі Катеринославського губернатора В. Дуніна — Борковського міністру внутрішніх справ |
| 1870      | 16 жовтня — російський державний діяч Іван Миколайович Дурново став 18-м губернатором Катеринославщини. |
| 1872      | Травень — розпочато будівництво залізничної гілки Синельникове — Нижньодніпровськ |
| 1873      | у Катеринославі по вул. Козачій (нині — Комсомольській) заснований слюсарний і чавуноливарний завод «Ш.Шейн і сини», що випускав залізні ліжка, сходи, труби, решітки, замки 15 листопада — введено в експлуатацію залізничну гілку Лозова-Олександрівськ (Запоріжжя) з відгалуженням від Синельникова до новозбудованої станції Нижньодніпровськ-Вузол. Відкриття станції і Катерининської залізниці |
| 1874      | 13 квітня Імператорським Російським технічним товариством призначена комісія під головуванням О. О. Іосса задля «дослідження благонадійності родовища залізних руд і інших мінеральних багатств, відкритих в околицях села Кривий Ріг». 3 жовтня — засновано Катеринославське медичне товариство. Під час урочистих зборів головував шановний медик, колишній інспектор лікарської управи, Павло Никифорович Бойченко. Серед засновників були й інші відомі в місті лікарі: Г. І. Бєлінський, В. І. Бейнар, А. С. Бараф та інші. Очолив Катеринославське медичне товариство Аполлон Іванович Рекс, що пробув на цій посаді до 1878 року. |
| 1875      | 22 квітня — Затверджено проект спорудження залізниці і постійного мосту через Дніпро у Катеринославі |
| 1878      | 22 січня (4 лютого) — в с. Печеніги (нині Харківська область) народився Григорій Іванович Петровський. Активний учасник революційного руху в Катеринославі. У липні 1926 Катеринослав було перейменовано на честь Григорія Петровського у м. Дніпро-Петровський — Дніпропетровськ. |
| 1881      | 23 січня 1881 — в с. Верхнє Катеринославської губернії народився Климент Єфремович Ворошилов, радянський воєначальник, державний і партійний діяч, учасник Громадянської війни, один з перших Маршалів Радянського Союзу. Після доведеної наявності на Криворіжжі величезних запасів залізної руди, 1881 року був заснований перший на Криворіжжі Саксаганський рудник, що належав «Товариству криворізьких залізних руд» |
| 1882–1904 | Будівництво Катерининської залізниці |
| 1884      | 30 травня — відкриття двохярусного залізничного мосту через Дніпро і залізничного вокзалу у Катеринославі, відкриття залізничного сполучення між Донбасом і Кривбасом, що дало потужний поштовх промислового розвитку регіону; з часом залізничне депо у Нижньодніпровську перетворилось у найбільше на півдні Імперії. 4 червня — побудована залізнична станція Межова. Липень — у Катеринославі почали працювати паровозоремонтні майстерні |
| 1885      | У Катеринославі проживало 46 876 осіб Утворення ринку «Озерка» |
| 1886      | Початок промислового видобутку марганцевих руд у Нікопольському басейну |
| 1887      | 22 травня — Став до ладу металургійний Олександрівський Південно-Російський завод Брянського акціонерного товариства (нині Металургійний завод ім. Г. І. Петровського у Дніпропетровську) 15 грудня — Міський голова І. М. Яковлєв повідомив гласним думи про надання О. М. Полю і Г. П. Алексєєву звання перших почесних громадян міста Катеринослава. 18 грудня — імператором Олександром III був затверджений устав «Південно-Російського Дніпровського Металургійного Товариства» (нині — Дніпровський металургійний комбінат у Дніпродзержинську). |
| 1889      | 17 жовтня 1889 — у Катеринославі на Циганській площі місцеву каплицю освятили як Олександро — Невську церкву. Тоді ж і саму площу перейменували в Олександро — Невську. 27 жовтня — у селі Гуляй-Поле Олександрівського повіту Катеринославської губернії (тепер районний центр Запорізької області) в бідній селянській родині народився Нестор Іванович Махно. 16 листопада — у Катеринославі заснували другий (після Брянського) великий завод — «Шодуар-А». Його засновниками стали бельгійці — брати Шарль і Жорж Шодуар, а 20% акцій отримав інженер-проектувальник В. Ф. Голубєв (пізніше — трубопрокатний завод ім. В. І. Леніна) |
| 1890      | 26 липня — помер перший почесний громадянин Катеринослава О. М. Поль |
| 1891      | розпочав випуск продукції завод металевих виробів Гантке у Катеринославі (нині — Нижньодніпровський трубопрокатний завод) |
| 1895      | 22 травня — Початок функціонування телефонного зв'язку в Катеринославі 24 листопада — у Катеринославі в пам'ять засновниці міста для загального користування відкрили Катеринославську телефонну мережу. У Катеринославі заснований завод Езау (нині — комбайновий) |
| 1896      | жовтень — початок спорудження ліній електричного трамваю у Катеринославі. |
| 1897      | 9 лютого — за результатами перепису населення Катеринославської губернії становило 2113674 особи, у тому числі Катеринослава — 121 216 осіб, Верхньодніпровська — 6 701 особу, Новомосковська — 12 883 особи, Павлограду — 15 775 осіб. 18 березня — у Катеринославі відбувся перший сеанс «сінематографу» 26 червня — Відкриття першої лінії трамваю у Катеринославі. У 1895 році Міська Дума ухвалила рішення про впорядкування головного проспекту. У центральній частині його, на шосе, було вирішено влаштувати електричний трамвай. Катеринослав став третім містом в Російській імперії після Києва та Н. Новгорода, в якому відкрився електричний трамвай. 31 жовтня — відбулося засідання Катеринославської міської думи, на якому було виділено 10 000 рублів на проект «заключної перебудови Катерининського бульвару». Старі дерева на бульварі зрубали, а на їх місце посадили молоді білі акації. 6 грудня — в с. Кам'янському (Дніпродзержинськ) побудовано римо-католицький костел. Спорудження Каменської парафіяльної церкви в ім'я Святителя Миколи тривало три роки Кривбас за видобутком руди посів перше місце в Імперії, випередивши Урал, станом на 1900 рік у басейні діяло 79 рудників На головному проспекті Катеринослава встановлені електричні ліхтарі. Соціаліст І.В.Бабушкін в Катеринославі, куди був висланий під нагляд поліції (прибув 20 лютого з Петербурга), організував на Брянському заводі революційний гурток (Г. І. Петровський та ін.), у грудні 1897 р. був одним з засновників катеринославського «Союзу боротьби за визволення робітничого класу». У тому ж році було створено і київський «Союз боротьби за визволення робітничого класу». |
| 1898      | У Катеринославі — 171 підприємство з сумарним обсягом виробництва — 108,2 млн крб. У Катеринославі відкрився перший пологовий будинок Засновані Нижньодніпровські вагоноремонтні майстерні, нині — ПАТ «Дніпровагонрембуд» |
| 1899      | 24 січня — відбулося освячення та відкриття нового приміщення міської Олександрівської лікарні на 40 місць. При лікарні була амбулаторія, де надавали допомогу незаможному міському населенню безкоштовно. У 1910 р. тут працювало 13 лікарів. біля поселення Амур почав працювати завод «Шодуар-В» (нині — «Комінмет») 12 жовтня — відкрився перший внз Катеринослава — Катеринославське Вище Гірниче Училище (зараз Національний гірничий університет України). У день відкриття навчальний заклад прийняв 77 перших студентів. |
| 1900      | станом на початок року в Катеринославській губернії діяло 8 металургійних заводів — гігантів, побудованих переважно іноземними інвесторами |
| 1901      | 21 червня — Катеринославський Комерційний банк припинив виплати та інші фінансові операції. Цього ж дня до прокурора Катеринославського окружного суду з'явилися член правління Михайло Васильович Курилін і деякі з вкладників з усною заявою про крадіжку і зловживання посадових осіб банку. На підставі заяви було заведено кримінальну справу. Процедура оголошення банкрутства банку була офіційно завершена 28 листопада 1901, коли банк був визнаний банкрутом на 600 тис. крб. 17 вересня 1901 — у Катеринославі відкрилося комерційне училище. Влітку 1899 почали збирати гроші шляхом самооподаткування купців, заводчиків, власників шахт, населення, а 17 вересня 1901 вже відбулося урочисте відкриття училища. Антон Степанович Синявський, який на той час обіймав посаду директора Комерційного училища в Білостоці, 5 квітня 1901 був обраний з числа декількох претендентів (а 1 червня — затверджений царем) на посаду директора Катеринославського Комерційного училища. 14 жовтня — у Катеринославі відкрили пам'ятник Олександру Сергійовичу Пушкіну. Бюст встановили на вулиці Військовій, тоді ж її перейменували в Пушкінську. Творцем пам'ятника був відомий скульптор Ілля Якович Гінзбург. 7 грудня — Губернські земські збори ухвалили увічнити ім'я почесного громадянина Поля утворенням музею. У Катеринославі споруджено будівлю міської Думи; засновано наукове товариство |
| 1902      | 6 травня — У Катеринославі був створений Обласний музей імені А. Н. Поля |
| 1903      | 17 червня — у Катеринославі народився Свєтлов Михайло Аркадійович — російський поет, драматург єврейського походження. 7 серпня — Страйк робітників місцевих підприємств. Кількість страйкуючих досягла 9.000 |
| 1904      | Відкрито ділянку Катерининської залізниці Долинська — Волноваха. Створено товариство Швидкої медичної допомоги |
| 1905      | 17 січня — у Катеринославі, а потім і в губернії почався загальний політичний страйк солідарності з пітерськими робітниками, що тривав 12 днів. Робочі трубопрокатного заводу, очолювані соціалістами, взяли в ньому найактивнішу участь. 3 липня — Демонстрація робітників на знак солідарності з повстанцями на броненосці «Потьомкін» біля будівлі суконної фабрики (нині просп. Карла Маркса, 106) 7 — 25 жовтня — всеросійський політичний страйк. 17 жовтня — царський маніфест. Створення в Катеринославі і Києві перших в Україні Рад робітничих депутатів Листопад — грудень — загальні страйки в Харкові, Києві, Катеринославі, Одесі. 9 грудня — новомосковський предводитель дворянства у зв'язку з посиленням заворушень серед селян Попасненської та сусідніх волостей просив губернатора послати туди війська. Але жорстокі розправи не зупинили селян. Грудень — Стався загальний політичний страйк, створений Бойовий страйковий комітет; на Катерининській залізниці робочі загони страйкарів захопили дві залізничні станції 11 грудня — в Катеринославській губернії було введено воєнний стан. 16 грудня — губернатор оголосив у Катеринославі воєнний стан. |
| 1906      | 30 травня — відкрився новий міський трамвай 12 вересня — народився Почесний громадянин Дніпропетровська, двічі Герой соціалістичної праці Олександр Максимович Макаров. З 1961 по 1986 роки Олександр Макаров очолював дніпропетровський Південний машинобудівний завод, який з 1999 року носить його ім'я. 9 листопада — указ уряду про виділення селян з громад на хутора — столипінська реформа. 19 грудня — у Кам'янському Катеринославської губернії (нинішній Дніпродзержинськ) народився Леонід Ілліч Брежнєв — майбутній перший секретар Дніпропетровського обкому компартії та Генеральний секретар ЦК КПРС. |
| 1907      | У Катеринославі споруджено будівлю Зимового театру на проспекті (нині — Театр ім. М.Горького) |
| 1910      | 30 липня — у Катеринославі в кінці вул. Польової (пр. Кірова) відбувся перший політ на аероплані 30 жовтня — у Катеринославі на розі Катерининського проспекту (нині — пр. Карла Маркса) і Первозванівської вулиці (Короленко) закладено будівлю «будинку Хреннікова», також відому як «Український дім», тепер — «Гранд Готель Україна». |
| 1911      | 12 січня — відкрита лікарня Червоного Хреста (тепер 1-я міська), розташовувалася на Первозванівській вулиці (тепер вулиця Короленка). Її побудували в 1910 році з ініціативи останнього ватажка катеринославського дворянства князя М. П. Урусова, який очолював місцеве управління товариства Червоного Хреста. Проектував і будував будівлю катеринославський архітектор цивільний інженер Г. І. Панафутін. Населення Катеринославва становило 215 тис.осіб. |
| 1912      | Відкрито сінематограф «Гігант» (нині — кінотеатр «Родина») 12 травня — Гірниче училище реорганізоване в Гірничий інститут |
| 1914      | 3 січня — у Катеринославі в будинку Хреннікова (у будівлі нинішнього готелю «Україна») відкрився новий кінотеатр «Палас» 30 травня — Здано в експлуатацію підприємство «Шодуар С» 28 липня — початок 1-ї світової війни відкритий художній музей |
| 1915      | у Катеринославі побудовано Брянську церкву |
| 1916      | 25 січня — губернська влада повідомила правлінню «Просвіти» про те, що «Екатеринославское общество „Просвіти“ утратило свое значение, обратив свои помещения для политических целей. Ее существование является вредным для государства и потому его закрывают». 15 вересня в нинішньому будинку по пр. Карла Маркса, 36, сучасний корпус № 2 ДНУ, були відкриті Вищі жіночі курси з двома відділеннями — медичним і фізико — математичним. 16 грудня — в урочистій обстановці було освячено гімназію в Нижньому Катерининському селищі (Ігрень) — одна з найстаріших шкіл міста. Зараз там розташована школа № 122. |

## Революційні події. ВстановленняРадянської влади
| Роки | Події |
| ---- | --- |
| 1917 | 23 — 27 лютого (8 — 12 березня) — Лютнева революція в Петербурзі — повалення царського режиму в Росії. Створення Петроградської Ради робітничих і солдатських депутатів. 2 (15) березня — створення Тимчасового уряду у Петербурзі. 2—16 (15—29) березня — утворення рад робітничих депутатів у великих містах України. 4 (17) березня — Утворення в Києві Центральної ради. Травень — проведено перепис населення, у Катеринославі налічувалось 216 810 мешканців 3 червня — рішенням Тимчасового уряду село Кам'янське було переведено в ранг міста і отримало назву «місто Каменський» (тепер Дніпродзержинськ). 10 (23) червня: 1-м Універсалом Центральної ради проголошено автономію України (Автор — В.Вінніченко). 28 червня створено Генеральний Секретаріат. 3 (16) липня — 2-й Універсал Центральної Ради: визнання Тимчасовим урядом Центральної ради. 25 жовтня (7 листопада) — У результаті Жовтневого перевороту Тимчасовий уряд повалено. Влада перейшла до партії більшовиків на чолі з В. І. Ульяновим (Леніном). 25 — 27 жовтня (7 — 9 листопада) — 2-й Всеросійський з'їзд Рад у Петрограді. Декрети про мир і про землю. Формування Радянського уряду на чолі з В.Леніном. 7 (20) листопада — 3-м Універсалом Центральної Ради проголошено утворення Української Народної республіки у складі Росії і запровадження деяких важливих реформ 3 (16) грудня — ухвалення Раднаркомом ленінського «Маніфесту до українського народу» з ультимативними вимогами до Центральної Ради, яка ультиматум відкинула, що спровокувало початок більшовицько-української війни 1917–1921 р. 4—6 (17—19) грудня: Всеукраїнський з'їзд рад селянських, робітничих і солдатських депутатів. Повна підтримка діяльності Української Центральної Ради. 11—12 (24—25) грудня: 1-й Всеукраїнський з'їзд Рад — з'їзд депутатів від партії більшовиків у Харкові. Проголошення України Республікою Рад робітничих, солдатських і селянських депутатів. 27 — 29 грудня (9 −11 січня 1918) — збройне повстання проти Центральної Ради і встановлення Радянської влади у Катеринославі за допомогою наступаючих більшовицьких загонів. 28 грудня — вихід зі складу УНР Катеринославської губернії. Місто Катеринослав було захоплено військами Російської Радянської Республіки. 29 грудня — загін червоногвардійців з тилу увірвався в приміщення поштамту Катеринослава, в якому знаходився штаб Української Народної Республіки. Тієї ж ночі представники Центральної Ради підписали акт про капітуляцію перед військами Червоної Армії. Так з башточки поштамту зник синьо-жовтий прапор, а Катеринославську губернію охопила громадянська війна. |
| 1918 | 9 (22) січня: Центральна рада проголосила 4-м Універсалом незалежність України та низку реформ. 22 січня — у Кривому Розі була встановлена Радянська влада 27 січня (09.02) — Представники Центральної Ради підписали з Німеччиною і Австро-Угорщиною Брест-Литовську угоду. 11 лютого: на 4 обласному з'їзді Рад робочих депутатів Донецького і Криворізького басейнів у Харкові проголошено утворення Донецько-Криворізької республіки(припинила існування у квітні у зв'язку з окупацією німецькими військами). 18 лютого: Початок введення австрійських та німецьких військ (загалом 450 000) в Україну 17 — 19 березня: 2-й всеукраїнський з'їзд рад у Катеринославі 4 квітня — Катеринослав зайняли німецько-австрійські війська. 29 квітня: За підтримки німецького уряду влада у Києві переходить від Центральної ради до гетьмана П.Скоропадського. Утворення «Української держави». Кораблі Чорноморського флоту, що знаходилися в Севастополі, з метою недопущення захоплення німцями, підняли українські національні прапори. Травень — Завдяки наполегливим зусиллям місцевої інтелігенції й підтримці видатних українських вчених В. І. Вернадського, Д. І. Багалія, М. П. Василенка, Л. В. Писаржевського, за клопотанням яких уряд Скоропадського ухвалив рішення про відкриття університету у Катеринославі у складі чотирьох факультетів: історико-філологічного, юридичного, медичного і фізико-математичного. Перший набір на перший курс Катеринославський університет здійснив улітку 1918 р. (два курси були автоматично переведені до університету з Вищих жіночих курсів, на базі яких і був заснований університет). Контингент студентів у 1918/19 навчальному році становив 2750 чоловік. Серпень — Початок партизанських дій загонів Н.Махна. 18 жовтня: затвердження гетьманським урядом виборів керівництва та викладачів Катеринославського університету 14 листопада: П.Скоропадський призначає новий уряд і проголошує акт федерації з майбутньою небільшовицькою Росією. Утворено Директорію під головуванням В. Винниченко. Головним отаманом України призначено С. Петлюру. Початок антигетьманського повстання. 27 листопада — Нестор Махно проголосив столицею свого повстанського руху село Гуляйполе Катеринославської губернії. 27 листопада — 2 січня: почався Катеринославський («Зимовий») похід 8-го гетьманського корпусу (близько 1 000 осіб) на чолі з І. М. Васильченком з Катеринослава на Перекоп на з'єднання з Добровольчою армією генерала Денікіна. 20 (28) листопада: у Москві створено Тимчасовий Робочо-селянський уряд України на чолі з П'ятаковим. 29 листопада — Маніфест про відновлення Радянської влади в Україні. 3 грудня: утворення Всеукраїнської Надзвичайної комісії — «ВУЧК» 6 грудня — біля штабу республіканських військ, біля готелю « Асторія» (Дніпропетровськ), був заарештований офіцерський дозор. Тієї ж ночі війська Директорії оточили розташування корпусу добровольців, зайнявши Гірничий інститут і розставивши гармати на вулицях Болгарській, Чорногорській і Надеждинській. 11 грудня — офіцери російського 8-го армійського корпусу у складі 137 кінних і 130 піших осіб при 6 гарматах, 45 кулеметах під натиском петлюрівських військ залишили Катеринослав. 15 грудня — у Катеринославі Махно уклав з петлюрівським командуванням договір про спільну боротьбу проти білих в разі їх наступу в Україні. 24 грудня: Уряд Радянської Росії відмовився від визнання незалежності Української держави; наступ більшовицьких військ на Україну — фактичний початок Другої радянсько-української війни 1919–1920 рр. 25 грудня — війська Петлюри почали наступ на більшовиків на Фабриці і станції Горяїнове, в результаті чого більшовицькі війська залишили Катеринослав. 27 грудня — більшовики, домовившись з махновцями почали наступ на Катеринослав, зайнятий петлюрівцями. За чотири дні боїв місто було зайняте об'єднаними силами. 31 грудня — гайдамаки під командуванням отамана Самокиша розгромили махновців та революційні загони і Катеринослав знов перейшов під контроль Директорії. |
| 1919 | 2 січня — загони Н. І. Махно залишили Катеринослав під ударами петлюрівських військ. 5 січня — Нестор Махно із загоном 200 чоловік повернувся в Гуляй-поле. 5 січня — в єврейській землеробської колонії Катеринославської губернії Трудолюбівці стався один із найкривавіших погромів Громадянської війни. Були вбиті і заживо спалені 175 чоловіків колонії. Колонія була в буквальному сенсі стерта з лиця землі. жителі, що залишилися в живих, покинули Трудолюбівку 6 січня — до складу Катеринославської губернії входить Маріупольський повіт 16 січня — на станції Пологи Олександрівського повіту Катеринославської губернії відкрився З'їзд південної ділянки фронту повстанців-махновців. З'їзд ухвалив рішення про об'єднання розрізнених повстанських загонів, реорганізації їх у полки, обрав Оперативний штаб на чолі з В. Ф. Бєлашовим. Окремими рішеннями визнавалася незалежність місцевих Рад від військових структур, поміщицькі і куркульські маєтки передавалися в розпорядження народу, а справа охорони громадського порядку — у відання Рад. 26 січня- Неподалік від Чаплей, біля затоки Сухачева острова, форсували Дніпро війська Павла Дибенка, зайнявши Катеринослав після того, як відступили війська УНР. — У районі Гуляй-поля Олександрівського повіту Катеринославської губернії відбулася нарада командного складу Махновського руху, яке ухвалило рішення про укладення військово-політичного союзу з радянською владою на умовах внутрішньої самостійності повстанства. 26 — 27 січня: більшовицькі війська ліквідували владу Директорії в Катеринославі. 17 лютого: Рада Оборони РРФСР ухвалює постанову про ліквідацію Донецько-Криворізької республіки. 18 лютого: петлюрівський отаман полковник М.О.Григор'єв перейшов на бік більшовиків і погодився зі своїм загоном увійти до складу Задніпровської української радянської дивізії як 1-ша Задніпровська бригада (іншою дивізією командував Н.Махно) 21 березня: декрет ВЦВК про заміну продрозкладки продподатком. 7 травня: спроба арешту М. О. Григор'єва і початок його антибільшовицького заколоту. Єврейський погром у Єлизаветграді. Початок наступу М. О. Григор'єва на Київ, Катеринослав і Полтаву 11 травня — загони М. О. Григор'єва захопили Катеринослав 15 травня: 1-ша Кавказька кінна дивізія більшовиків під командуванням В. М. Примакова відбила Катеринослав у М. О. Григор'єва. 6 червня: за непідпорядкування Лев Троцький оголосив Нестора Махна поза законом. Тимчасовий розрив Н. Махна з більшовиками і початок його відступу у Центральну Україну 29 червня: білогвардійський корпус денікінського генерала Шкуро оволодів Катеринославом. 27 липня: Н.Махно звинуватив свого спільника М. О. Григор'єва у зносинах з А.Денікіним і вбив його. 1 вересня: Нестор Махно проголошує створення «Революційної повстанської армії України» (РПАУ) 12 вересня: початок контрнаступу махновської Революційної повстанської армії України проти денікінців, здобуття Умані (13 вересня) 15 вересня: махновці зайняли Катеринослав 11 листопада — під Катеринославом загони Нестора Махно розбили білогвардійську Дику Дивізію і зайняли Катеринослав. До складу дивізії входили горяни з Кавказу. 12 листопада — 1-й Новомосковський революційний полк на чолі з О. Г. Молибогою вступив в Новомосковськ. Проте через 10 днів під тиском переважаючих сил денікінців революціонери змушені були відступити 19 грудня — корпус денікінського генерала Якова Слащова рушив на Катеринослав і вибив звідти 1-й Донецький корпус махновців. Катеринослав знов зайнятий військами Денікіна. 30 грудня — в Катеринослав повернулися частини Червоної армії, вигнавши денікінців і остаточно встановивши тут Радянську владу |
| 1920 | 11 січня: наказом Л.Троцького Н.Махна знов оголошено поза законом 7 лютого — в Катеринославі відбувся перший комуністичний суботник, під час якого сотні робочих розчищали завали і відбудовували залізничний міст через Дніпро. 27 березня: Червоні частини захопили Новоросійськ, а залишки денікінців евакуювались на чолі з бароном Врангелем до Криму. 13 квітня: невдала спроба прориву РСЧА у Крим 6 — 7 липня: початок наступу військ Врангеля і зайняття Північної Таврії. у зв'язку з реорганізацією освітньої системи України на базі Катеринославського університету створюється Інститут народної освіти, що існував до відновлення університетської мережі в республіці на початку 1933 року. 21 вересня — Раднарком України ввів обов'язкове вивчення української мови в школах. 9 жовтня — Катеринослав поділено на райони, серед яких і Ленінський 28 жовтня: початок наступу Червоної Армії на позиції Врангеля у Північній Таврії. 2 листопада: Н.Махно підписує з більшовиками нову (Старобільську) угоду і його загони спрямовуються на штурм Криму. 7 — 17 листопада: Перекопсько-Чонгарська операція РСЧА — захоплення махновцями і більшовиками під командуванням М. В. Фрунзе Криму; рештки білогвардійських військ під командуванням барона П.Врангеля морем евакуюються до Константинополя, а згодом — до Бізерти у Тунісі. 26 листопада — у наказі по арміям Південного фронту Червоної армії оголошувалося: «Військам фронту вважати Махна та всі його загони ворогами Радянської республіки і Революції». Початок каральних операцій РСЧА проти махновців. |

## Радянський період
| Роки | Події |
| ---- | --- |
| 1921 | 26 травня — почався страйк у вагоноремонтних майстернях Катерининської залізниці. 28 серпня: Н. Махно з рештками своїх загонів у кількості 77 осіб перейшов румунський кордон біля Ямполя. Серпень — вересень — Катеринославська НК провела масові розстріли учасників українського повстанського руху на Придніпров‘ї. 19 листопада — на Дніпропетровщині з'явилася гідрометеорологічна служба. 1921–1923 — Голод в Україні, на Поволжі і Північному Кавказі. Зокрема, в Україні голодувало до 7 млн осіб. |
| 1922 | 5 травня — у Катеринославі засновано швейну фабрику 20 вересня — створено Дніпропетровський сільськогосподарський інститут (нині — Дніпропетровський державний аграрний університет). ВНЗ був створений на базі ветеринарно-зоотехнічного факультету Київського політехнічного інституту та іменувався Київським ветеринарно-зоотехнічним інститутом. Першим ректором Дніпропетровського сільськогосподарського інституту був професор М. О. Селех. 11 січня 1991 інститут з чисто навчального закладу перетворений у навчально-науковий, у зв'язку з цим він отримав статус університету. 4 жовтня — заснований Криворізький технічний університет. У перші роки установа перебувала в статусі робочого технікуму. У 1929 р. технікум був перетворений в вечірній робочий інститут, а з 1931 р. — в Криворізький гірничорудний інститут. З 1994 р. інститут отримав статус технічного університету. 11 жовтня — Держбанк СРСР випустив нову валюту: паперові банківські білети вартістю 1, 2, 3, 5, 10, 25 і 50 червінців 21 жовтня — Запорізька (повністю, у складі 6 повітів) і Кременчуцька губернія (частково) увійшли до складу Катеринославської губернії. 30 грудня: 1-й з'їзд СРСР — Утворення Союзу Радянських Соціалістичних Республік. |
| 1923 | 7 березня: у Катеринославській губернії замість 13 повітів створено 7 округів 12 квітня: Постанова ВУЦВК про адміністративно-територіальну реформу — створення округів і районів замість повітів і волостей. 17 — 25 квітня: XII з'їзд РКП(б) — проголошено курс на «коренізацію» (залучення до партії і державного апарату представників корінних народів) 14 серпня: Катериниський проспект у Катеринославі перейменований на проспект імені Карла Маркса 5 листопада — ВРНГ Української РСР ухвалила рішення провести електрику в селище «Червоний Городок» в передмісті Катеринослава. Грудень: створені Межовський та П‘ятихатський райони (повіти?) |
| 1924 | 10 січня — була прийнята Резолюція VIII Катеринославського губернського з'їзду Рад про Дніпробуд. 30 липня: постанова ВУЦВК і РНК УРСР про введення у республіці загальної початкової освіти. 22 вересня — у Дніпропетровську електрифіковані селища Воронцовка (Бараф), Амур-Піски, Амур-Чорнозем і Сахалін, які пізніше увійшли до складу Амур-Нижньодніпровського району. 7 грудня — заснована Криворізька міська газета «Червоний гірник» |
| 1925 | Постанова ВУЦВК про впровадження замість губерній і повітів округів і районів: замість 12 губерній, 102 повітів і 1989 волостей створено 41 округ у складі 680 районів; також було утворено 12 національних районів. На місці Тюремної площі у Катеринославі (квартал між вул. Сєрова, Комсомольською та пр..Пушкіна) закладено сквер ім. В. І. Леніна Засноване державне художнє училище Створена місцева футбольна команда 11 березня: Відкрито повітряне сполучення Москва — Харків — Катеринослав — Одеса 3 червня: ліквідована губернська система управління |
| 1926 | Розпочато будівництво коксохімічного цеху заводу ім. Г. І. Петровського. 23 лютого — У Катеринославі почала працювати перша радіостанція 20 липня — Катеринослав перейменовано на Дніпропетровськ |
| 1927 | Створено Дніпропетровський Музично-драматичний театр ім. Т. Г. Шевченко, першим комісаром якого був О. Довженко Введена в експлуатацію залізнична лінія Нижньодніпровськ — Костянтиноград Прокладено трамвайну лінію, яка з'єднала центр Дніпропетровська з Кайдаками З ініціативи та силами кайдацьких комсомольців закладено парк ім. В. І. Леніна 7 лютого: рішення Уряду СРСР про будівництво Дніпровської ГЕС 15 березня: утворення Державного драматичного театру ім. А. М. Горького у Дніпропетровську 7 листопада — у Дніпропетровську на вулиці Торговій (Ширшова) відкрили перший універмаг міста. |
| 1929 | Введено в експлуатацію залізничну ділянку Лоцманська — Апостолове 8 лютого — з'явилося рішення Президії Дніпропетровського окружного виконкому про закриття Брянської церкви (нині Будинок органної та камерної музики) і Хоральної синагоги 7 — 15 травня: 11-й Всеукраїнський з'їзд Рад. Ухвалення першого п'ятирічного плану розвитку народного господарства УРСР. Ухвалення нової Конституції УРСР. 29 грудня: пуск першої черги Дніпропетровського коксохімічного заводу. |
| 1930 | Створено Дніпропетровський інститут інженерів залізничного транспорту (ДІІТ) Створено Дніпропетровський інженерно-будівельний інститут У Дніпропетровську на виробничій базі мостового цеху заводу ім. Петровського заснований завод металоконструкцій ім. Бабушкіна 15 травня: У Дніпропетровську на базі факультетів гірничого інституту ім. Артема створені Металургійний і Хіміко-технологічний інститути Вересень: постанова ВУЦВК та Раднаркому УРСР про ліквідацію округів і перехід до районної системи адміністративного поділу. Листопад: У Дніпропетровську прийнята в експлуатацію нова сортувальна станція Нижньодніпровськ-Вузол 23 листопада — у Дніпропетровську з ініціативи академіка Л. В. Писаржевського відкрили хіміко-механічний технікум (зараз — Політехнічний коледж). |
| 1931 | 8 лютого — стала до ладу перша черга Дніпродзержинського коксохімзаводу, нині — ВАТ «Дніпродзержинський коксохімічний завод». 15 травня: У місті Дніпродзержинську відкрито Палац культури металургів 13 травня: у Дніпропетровську на площі 12 га відкрито ботанічний сад |
| 1932 | Закінчено будівництво Палацу Праці (пізніше — палац Металургів, ПК ім. Ілліча, нині — «Український дім») Створено дніпропетровський Будинок вчених 9 лютого: Постанова ВУЦВК про утворення областей з поділом на райони; 27 лютого — створення Вінницької, Дніпропетровської (на основі 5 округів), Київської, Одеської та Харківської областей. Травень: у Дніпропетровську створено Центральний Нагорний район 26 травня: пуск найпотужнішої в Україні доменної печі на металургійному заводі в Дніпродзержинську. Липень — початок Голодомору в Україні і на Північному Кавказі 1932–1933 років. В УРСР, зокрема, від голоду загинуло близько 4 млн осіб (існують різноманітні методики підрахунку і, відповідно, різні оцінки втрат населення). Цей голодомор визнано геноцидом українського народу, з чим також погодились 24 країни (на 2010 рік) 2 липня: утворення Донецької області. 10 жовтня: Пуск Дніпрогесу і Запорізького заводу інструментальних сталей («Дніпроспецсталь») 22 жовтня 1932 — створені Надзвичайні хлібозаготівельні комісії (НХК). Дніпропетрощина, як один з хлібозаготівельних регіонів, також почала заготовлювати зерно. 6 грудня: Влада УРСР звинуватила куркулів і контрреволюціонерів у зриві хлібозаготівель 21 грудня — відкрито Мерефо-Херсонський залізничний міст. Розпочато будівництво було ще 1914 року, але пізніше призупинено. Поновлені роботи з будівництва та випробуванню мосту продовжувалися всього рік і чотири місяця. Його загальна довжина склала 1610 метрів. Одночасно завершили прокладку спеціального тунелю в Тунельній балці і підвели нові залізничні колії. |
| 1933 | 25 жовтня — Заснований Дніпропетровський металомеханічний завод 26 жовтня — Красночечеловскій район Дніпропетровська перейменований в Красногвардійський 26 грудня — почала виходити газета «Зірка» — орган Дніпропетровського міського комітету КП (б) У і міської Ради депутатів трудящих. Під час репресій «Зірка» припинила існування. Відновила вихід газета тільки в 1972 році під назвою «Дніпро вечірній». |
| 1934 | У Дніпропетровську створено першу ділянку гранітної Набережної між вул. Леніна і Миронова 4 серпня: пуск першої доменної печі на Криворізькому металургійному заводі. 24 серпня — У Дніпропетровську під керівництвом видатного хіміка, професора О. І. Бродського вперше в СРСР здобута важка вода |
| 1935 | У Дніпропетровську по залізничному мосту відкрито трамвайний рух через Дніпро 2 січня — у Кривому Розі відкрито трамвайний рух 1 липня: пуск Нікопольського Південнотрубного металургійного заводу. 27 листопада — у Кам'янському (нині — Дніпродзержинськ) відбувся мітинг на честь відкриття регулярного руху трамвая |
| 1936 | У Дніпропетровську на місці старого цвинтаря збудовано стадіон «Металург» 4 січня — Катерининська залізниця перейменована на Сталінську. 9 січня — введено в дію Криворізький коксохімічний завод. 1 лютого — м. Кам‘янське перейменовано на Дніпродзержинськ 2 лютого — в ході реконструкції ринку «Озерка» був побудований торговий зал, що отримав назву: 2-й універмаг Днепропромторга «Пасаж». 8 липня: у Дніпропетрвоську відкрито рух поїздів на дитячій залізниці |
| 1937 | 22 вересня — В Українській РСР були створені Полтавська та Миколаївська області. |
| 1938 | У Дніпропетровську з'являються перші автомобілі-таксі 10 січня — почала виходити газета «Дніпровська правда» як орган обласного комітету Компартії та Ради народних депутатів. У 1991 році вона отримала статус громадсько- політичної газети. 22 жовтня — Указом Президії Верховної Ради УРСР селища Нікопольського району Городище, Максимівка, Ворошилівка, Держбуд та інші об'єднані в м. Марганець. 30 грудня — у Дніпропетровську відкрито Центральний універмаг. |
| 1939 | 10 січня: Утворення Запорізької, Кіровоградської, Сумської областей. Згідно з наказом Президії Верховної Ради СРСР при створенні Запорізької області до неї було передано 28 районів Дніпропетровської області. За Дніпропетровщиною залишилося 26 районів і 7 міст. 3 травня: у Дніпропетровську створено театр ляльок |
| 1940 | 11 січня — у Дніпропетровську зафіксовано абсолютний мінімум температури повітря (мінус 38,2 °C). |
| 1941 | 22 червня: Початок Великої вітчизняної (Німецько-радянської) війни. 30 липня — створено артилерійське училище 20 серпня — утворення на зайнятих німецькими військами території Рейхскомісаріату Україна. Станом на 1 вересня 1942 складався з 6 округів, один з яких — Дніпропетровськ (територія Дніпропетровської і більшої частини Запорізької областей. Генеральний комісар округу — Клаус Зельцнер. 25 серпня: вермахт оволодів правобережною частиною Дніпропетровська 29 вересня 1941 — солдати вермахту остаточно відрізали радянські частини від Дніпропетровська. 6 жовтня — німецькі війська окупували Новозлатопіль, який був найбільшою єврейської колонією Дніпропетровської області. 13 жовтня — в окупованому Дніпропетровську німецька влада на проспекті К. Маркса (біля ЦУМу) зібрала 11 тисяч мешканців, здебільшого євреїв, яких потім розстріляли на території Червоноповстанської балки. Всього у Дніпропетровську перед війною мешкало близько 85 000 євреїв, 15 з яких загинули. |
| 1942 | У Дніпропетровську демонтовані трамвайні рейки на маршруті № 11 і частково — на маршрутах 6 і 9, завдяки чому полагоджено колію і електромережу та відкрито рух на маршрутах 1.4,7,8. |
| 1943 | 17 лютого — в Павлоград увірвалися частини 35-й Гвардійської стрілецької дивізії 4-ro Гвардійського стрілецького корпусу. А до цього більше доби його утримували повстанці. 21 лютого — дивізія «Дас Райх» почала наступ в напрямку Павлограда. До 16:00 вся південна частина міста була в руках наступаючих, а до ранку 22 лютого полк «Дер Фюрер» встановив контроль над більшою частиною Павлограда. Весна — поновлено рух на трамвайних маршрутах № 3 та № 5 у Дніпропетровську. 24 вересня — почалася Дніпровська повітряно-десантна операція («Букринський десант»). Операція проводилася з 24 вересня по 28 листопада року в ході битви за Дніпро. Поряд з В'яземською повітряно-десантною операцією є найбільшою повітряно-десантною операцією РСЧА в роки війни. 25 вересня — на Дніпропетровському напрямку частини 353-ї стрілецької дивізії визволили Петриківку від гітлерівців. Також цього дня радянські війська зайняли великі населені пункти Проданівка, Галушівка, Лобойківка, Колгоспівка, Єлизаветівка. 27 вересня — війська Червоної армії звільнили від німецько-фашистських військ тоді ще передмістя Дніпропетровська — Нижньодніпровськ. Також під час цієї операції наші війська зайняли великі населені пункти: Миколаївку, Кіровське, Фрунзенське і Підгородне. Жовтень — закрито Спасо-Преображенський собор у Дніпропетровську 19 жовтня — в ході Нижньодніпровської стратегічної операції радянські війська звільнили П'ятихатки. 22 жовтня- м.Верхньодніпровськ звільнили від німецьких загарбників. У ході битви за Дніпро місто визволяли війська 2-го Українського фронту. 23 жовтня — почалася Дніпропетровська наступальна операція, що входила до складу Нижньодніпровської стратегічної операції — другого етапу битви за Дніпро. З'єднання 46-ї і 8-ї гвардійської армій 3-го Українського фронту перейшли в наступ в районі Військового. Зайнято станцію Верхівцеве. 24 жовтня — радянські війська закріпилися на річці Інгулець, біля Кривого Рогу. Вранці 24 жовтня частини 18-го танкового корпусу 5-ї гвардійської танкової армії 2-го Українського фронту увірвалися в Кривий Ріг. Проте німцям вдалося до вечора відбити місто і Червоній армії довелося відійти на 25 км від Кривого Рогу. 25 жовтня — під час Дніпропетровської наступальної операції війська 3-го Українського фронту визволили Дніпропетровськ і Дніпродзержинськ від німецьких військ. 26 жовтня — звільнення від німців с. Солоного 27 жовтня — радянські війська просунулися на 15 км на південний захід Дніпропетровська і зайняли понад 30 населених пунктів, серед яких: Кринички, Адамівка, Новоселівка, Сурсько-Литовське, Ново — Миколаївка 2 листопада — радянські війська звільнили Миколаївку, Дубровку, Південний і залізничну станцію Милорадівка. 28 листопада — Червона армія звільнила селище Новопокровка Солонянського району від німецько-фашистських військ. 29 листопада — Червона армія звільнила чергові населені пункти Дніпропетровщини: Михайлівку, Червоний Яр, Григорівку і Новоолександрівку. 2 грудня — Калмицький кавалерійський корпус почав операцію проти партизанських загонів в районі Апостолового. 4 грудня — початок Нижньодніпровської стратегічної наступальної операції. 30 грудня — від німців звільнено с. Томаківку |
| 1944 | У Дніпропетровску засновано будівельний та гірничий технікуми. 30 січня — 29 лютого: Нікопольсько-Криворізька наступальна операція Радянської армії. 8 лютого — від німецьких військ звільнено м.Нікополь 21 липня — у Дніпропетровську засновано Південний машинобудівельний завод |
| 1945 | 8 травня: підписання представниками німецького командування акта про безумовну капітуляцію Німеччини — закінчення Великої вітчизняної війни. Червень: у Дніпропетровську став до ладу радіозавод |
| 1946 | 8 червня — у Дніпропетровську вперше в післявоєнний час відкрився парк імені Чкалова |
| 1947 | 3 березня: пуск першого агрегату поновленого ДніпроГЕСу 14 жовтня: постанова Радміна СРСР про відміну карткової системи на товари 7 листопада — у Дніпропетровську відкрили першу тролейбусну лінію «Вокзал — Міськрада». |
| 1949 | Листопад — Відкрито нову тролейбусну лінію, яка з'єднала центр Дніпропетровська з лівобережним районом — Амур-Нижньодніпровськом |
| 1951 | 24 липня — створено Східний ГЗК (м. Жовті Води) 3 листопада — знову запрацював дніпропетровський залізничний вокзал. Після війни його відновлювали протягом п'яти років. Грудень — розпочато будівництва селища у Придніпровську |
| 1952 | 4 жовтня — у Дніпропетровську відкрили перший в СРСР Палац культури студентів в будівлі знаменитого Потьомкінського палацу (зараз — Палац студентів ДНУ). |
| 1953 | На околиці Дніпропетровська розпочато будівництво заводу пресів 5 березня: Смерть Генерального секретаря КПРС І. В. Сталіна. Новим Генеральним (Першим) Секретарем незабаром став М. С. Хрущов |
| 1954 | 10 квітня — створене КБ «Південне» 27 грудня — перший промисловий струм дала Придніпровська ГРЕС. |
| 1955 | У Дніпропетровську відкрито Севастопольській парк 30 червня — першу продукцію випустив Дніпропетровський завод пресів, закладений в 1953 році. Одним з головних досягнень «Дніпропресу» вважається виготовлення бурового насоса. 18 липня — Пуск першої черги Південного ГЗК у Кривому Розі. 18 жовтня: пуск першого агрегату Каховської ГЕС. 24 грудня — в Дніпродзержинську на металургійному заводі ім. Дзержинського побудовані мартенівські печі № 18 та № 19. |
| 1956 | 21 червня — в СРСР була прийнята на озброєння ракета Р-5М — перша радянська ракета з ядерним бойовим зарядом. Ракета Р-5М випускалася в Дніпропетровську невеликою серією — 48 ракет — і стояла на озброєнні до 1967 р. 12 серпня — засновано м.Вільногірськ 30 вересня: пуск останнього агрегату Каховської ГЕС 2 грудня — Виконкомом Дніпропетровської обласної ради було прийнято постанову про зміну статусу і перейменування робочого селища Придніпровської ГРЕС у місто Придніпровськ. |
| 1957 | Відкрито Ігренський міст через р. Самара 3 липня 1957 — Завершено будівництво газопроводу Шебелинка — Дніпропетровськ. 10 вересня — заснування селища Гвардійське. 27 жовтня — у Дніпропетровську на пл. Леніна відкрили пам'ятник самому Володимиру Іллічу Леніну. Шестиметрову статую на гранітному постаменті встановили на честь 40 -річчя революції 1917 року. 25 грудня — на введеному в експлуатацію 35 тонному конвертері отримана перша післявоєнна криворізька сталь. Завод «Криворіжсталь» став підприємством з повним металургійним циклом. |
| 1958 | На базі заводу «Промпаровоз» заснований Дніпропетровський електровозобудівний завод Відкрита трамвайна лінія, яка з'єднала Дніпропетровськ з робочим селищем заводу пресів (маршрут № 12) 9 січня — помер Григорій Іванович Петровський, діяч ВКП(б), на честь якого в 1926 р. Катеринослав перейменований на Дніпропетровськ 10 січня — у Кривому Розі пущено тролейбус 27 липня — у Дніпропетровську на проспекті Карла Маркса відкрито кінотеатр «Україна» 30 квітня — Пройшла перша передача Дніпропетровського телецентру |
| 1959 | 19 січня — на Східному ГЗК (Жовті Води) отримано перший кілограм урану у вигляді уранового оксидного концентрату (U3O8) 17 травня — у Дніпропетровську відкрито пам'ятник Миколі Васильовичу Гоголю 8 вересня: Закінчення будівництва газогону Дніпропетровськ — Кривий Ріг 5 листопада — у Дніпропетровську на Комсомольському острові встановили пам'ятник Тарасові Шевченку. 13 листопада: введення в дію Новокриворізького ГЗК 20 листопада — ліквідували Криворізький район, створений в 1925 році |
| 1960 | 17 березня — У Кривому Розі заснований Криворізький історико-краєзнавчий музей Жовтень — у Дніпропетровську Створено проектний інститут «Металургавтоматика» 24 жовтня 1960 — на космодромі Байконур під час підготовки до пуску ракети Р- 16 конструкції Михайла Янгеля на стартовому майданчику стався вибух, загинули 92 людини. Щорічно 24 жовтня на території КБ «Південне» у Дніпропетровську проходять траурні церемонії в пам'ять про загиблих. 19 листопада — у селищі Дніпровське Верхньодніпровського району розпочав роботу крохмало-патоковий комбінат. 2 грудня — у Кривому Розі на металургійному заводі задута найбільша в світі доменна піч «Криворізько-Комсомольська» 31 грудня — у Кривому Розі став до ладу Південний гірничо-збагачувальний комбінат № 3 потужністю 9 млн.т залізної руди на рік |
| 1961 | 1 серпня: пуск найбільшого в Європі шинного заводу у Дніпропетровську. 31 жовтня — запрацювала найбільша в СРСР теплова електростанція — Придніпровська ГРЕС. 15 листопада — Сталінська залізниця перейменована в Придніпровську залізницю |
| 1962 | 16 травня — у Дніпропетровську відкрито пологовий будинок № 1 |
| 1963 | 12 грудня — дала промисловий струм перша турбіна Дніпродзержинської ГЕС. 27 грудня — в Нікополі на Південнотрубному заводі здано в експлуатацію першу чергу найбільшого в СРСР цеху з виробництва сталевих труб з металевим покриттям. |
| 1964 | 25 січня — у Дніпропетровську відкрито кінотеатр «Правда» 18 червня — У Дніпропетровську відкрито меморіальний будинок-музей Д. І. Яворницького. 14 жовтня — Леонід Ілліч Брежнєв зайняв пост Першого секретаря ЦК КПРС, змінивши на цій посаді Микиту Хрущова. 25 грудня — в Дніпропетровську засновано ПАТ «Дніпропетровський завод мостових залізобетонних конструкцій». Завод спеціалізується також на виробництві залізобетонних блоків, паль і іншої номенклатури з/б виробів. |
| 1966 | 12 серпня — у Дніпропетровську відкрито стадіон «Метеор» 5 листопада — у Дніпропетровську відкрили новий автомобільний міст через Дніпро. Півторакілометровий міст отримав ім'я «50-річчя Великого Жовтня». |
| 1967 | 14 березня: Указ Президії Верховної Ради СРСР про переведення на п'ятиденний робочий тиждень 1 жовтня — Центральне телебачення СРСР розпочало трансляцію програм у кольоровому зображенні. 30 жовтня 1967 — у Дніпропетровську напередодні 50-річчя революції відкрили монумент Вічної Слави воїнам, загиблим в роки Великої Вітчизняної війни. 1 листопада — у Дніпропетровську відкрили меморіальний будинок-музей Г. І. Петровського по вулиці Жовтенят, 29. |
| 1968 | 30 серпня — у Дніпропетровську відкрито планетарій 25 жовтня — у Дніпропетровську на Набережній Леніна відкрили готель «Дніпропетровськ». |
| 1969 | 23 травня — у Дніпропетровську створено Індустріальний район 29 жовтня — у Дніпропетровську відкрили Театр юного глядача. 25 листопада — на Новомосковському металургійному заводі вперше в світовій практиці виготовлені труби діаметром 2,520 м для магістральних газопроводів. 30 листопада — Введена в дію Дніпропетровська трикотажна фабрика |
| 1970 | 3 лютого — в Кривому Розі завершено будівництво Південного гірничо-збагачувального комбінату. 17 липня — у Кривому Розі відкрито державний цирк 15 листопада — с. Таромське за рішенням Дніпропетровської міськради увійшло до складу Дніпропетровська. |
| 1971 | 21 червня — Поблизу м. Орджонікідзе при розкопках Товстої Могили експедицією інституту археології АН УРСР під керівництвом Бориса Мозолевського знайдений символ скіфського мистецтва — золота пектораль. 25 червня — Відкрито пам'ятник М. В. Ломоносову біля Національного гірничого університету. |
| 1972 | Побудований культурно-спортивний комплекс шинного заводу (нині — Дніпрошина) на вул. героїв Сталінграда 19 травня: 10-м Першим Секретарем ЦК КПУ став лояльний до Москви В. В. Щербицький (1972–1989) |
| 1973 | у Дніпропетровську розпочалося будівництво ж/м Тополя 12 квітня — у Дніпропетровську створено Бабушкінський район 23 червня — На Жовтневій площі відкрився обласний музей комсомольської слави імені Олександра Матросова. 17 вересня — у парку ім. Чкалова (з 1991 року — парк ім. Л. Глоби) встановлено пам'ятник засновнику парку Лазарю Глобі . Скульптор — Є. М. Курильов, архітектор — К. В. Присяжний Пуск однієї з найбільших в світі теплових електростанції — Криворізької ГРЕС — 2 |
| 1974 | 29 квітня — відкриття нового автовокзалу у Дніпропетровську 26 грудня — відбулося урочисте відкриття Театру опери та балету у Дніпропетровську. 30 грудня — на Криворізькому металургійному заводі задута найбільша в світі доменна піч № 9 корисним об'ємом 5000 кубометрів. Разом з нею стала до ладу ТЕЦ № 3. |
| 1975 | 7 травня — у Дніпропетровську відкрилась Діорама «Битва за Дніпро» 1 червня — відкрито вокзал «Дніпропетровськ-Південний» 12 червня на житловому масиві Перемога урочисто закладали перші дніпропетровські хмарочоси. Проект для того часу відрізнявся масою технічних нововведень. Двадцять років ці 28 — і 29-поверхові будинки вважалися найвищими житловими будівлями Дніпропетровська — до побудови «Веж» на вулиці Дзержинського у 2003 р. |
| 1977 | На бульварі вулиці Горького встановлено пам'ятник Максиму Горькому Побудований кінолекторій в парку ім. Т. Г. Шевченка 6 квітня — у Дніпропетровську утворено Самарський район 6 листопада — у Дніпропетровську відкрили регулярний рух по другій ділянці залізничного (Амурського) моста через Дніпро, введеної в експлуатацію 2 листопада. |
| 1979 | 11 серпня: в районі Дніпродзержинська (над с. Курилівка) зіткнулося два пасажирські літаки Ту-134А — всі 178 чоловік загинули. Літаки зіштовхнулись на висоті 9—10 тис. м. Один тримав курс з Ташкента до Мінська (на його борту був головний склад футбольної команди «Пахтакор»), а другий з Воронежа до Кишинева. Версія катастрофи — диспетчер несвоєчасно перевів один з літаків на іншу висоту. 24 грудня: початок введення радянських військ у Афганістан (виведені 1989 р.) |
| 1980 | 15 квітня — Дніпропетровський інститут фізкультури отримав статус самостійного ВНЗ 20 липня — відкрито тролейбусне депо № 2 по вул. Героїв Сталінграду 24 грудня — в Дніпропетровську на Набережній урочисто відкрито новий цирк. |
| 1981 | Відкрито Усть-Самарський міст через р. Самара |
| 1982 | Початок будівництва Дніпропетровського метрополітену (першу лінію з 6 станцій відкрито 29.12.1995) 10 листопада — у Дніпропетровську відкрили Кайдацький міст. Загальна довжина моста 1 кілометр 732 метри з трирядним рухом. 10 листопада — помер Генеральний секретар ЦК КПРС (з 1964 року по 1982-й) Леонід Ілліч Брежнєв (1906–1982), уродженець Катеринославської губернії (с. Кам'янське). Похований 15 листопада біля Кремлівської стіні. Новим головою КПРС став Ю. В. Андропов (1982–1984), при якому здійснено останню спробу навести лад у державі «зверху» шляхом підвищення дисципліни і посилення радянської законності. |
| 1983 | Побудований універсальний культурно-спортивний комплекс «Метеор» 6 листопада — футбольний клуб «Дніпро» (Дніпропетровськ) вперше став Чемпіоном СРСР. У фінальному матчі дніпропетровці обіграли московський «Спартак» з рахунком 4:2. |
| 1984 | 13 лютого: після смерті Ю. В. Андропова Генеральним Секретарем ЦК КПРС обрано К. У. Черненка (1984–1985) |
| 1985 | 11 березня: Обрання Генеральним секретарем ЦК КПРС М. С. Горбачова. 15 жовтня — Генеральний секретар ЦК КПРС Михайло Горбачов на пленумі ЦК КПРС заявив про плани економічної перебудови |
| 1986 | У Дніпропетровську у відреставрованому будинку Брянської церкви на пр. Калініна створений Будинок органної та камерної музики 6 — 8 лютого: XXVII з'їзд КПРС —Генсеком ЦК КПРС М. С. Горбачьовим проголошено курс на «прискорення» і «демократизацію» радянського суспільства. 26 квітня: Катастрофа на Чорнобильській АЕС 26 грудня — у Кривому Розі пущено швидкісний трамвай |
| 1986 | У Дніпропетровську відкрито після перебудови універмаг «Дитячий світ» |
| 1988 | У Дніпропетровську відкрито новий річковий вокзал 11 листопада — «Дніпро» вдруге став чемпіоном Радянського Союзу з футболу: на стадіоні «Метеор» дніпропетровський клуб з рахунком 3:1 обіграв вільнюський «Жальгіріс». |
| 1989 | У Дніпропетровську на Набережній встановлено пам'ятник воїнам-інтернаціоналістам, загиблим в Афганістані 15 лютого: з Афганістану виведено радянські війська. 26 березня: в Радянському Союзі відбулися перші вільні вибори народних депутатів СРСР, які стали початком реальних змін в політичній системі країни 3 грудня: Після 2-денної неофіційної зустрічі керівник СРСР Михайло Горбачов і президент США Джордж Буш-старший заявили про завершення епохи протистояння двох ідеологічних систем — «Холодної війни». 26 грудня — актор Михайло Васильович Мельник створив Український театр одного актора « Крик». Спочатку театр знаходився в будівлі музею історії комсомолу ім. А.Матросова |
| 1990 | У Дніпропетровську на Набережній Перемоги, 5 відкрито Палац піонерів та школярів 1 серпня: на Нікопольщині відбулися масштабні святкування 500-ліття Запорозького козацтва, організовані НРУ. |
| 1991 | 11 січня — Дніпропетровський сільськогосподарський інститут перейменований в Дніпропетровський державний аграрний університет. 17 березня: Всесоюзний референдум щодо збереження оновленого СРСР — більшість висловилась «за». 2 квітня: значне підвищення державних цін в СРСР. 19-21 серпня — події в Москві, пов'язані з ДКНП 24 серпня: Верховна Рада УРСР ухвалила Акт проголошення незалежності України Жовтень — рішення Верховної Ради про створення Юр‘ївського району Листопад: введення в обіг додаткової валюти — відрізних одноразових купонів. 1 грудня: Всеукраїнський референдум щодо незалежності України (Взяло участь 83% виборців, з яких «За» проголосувало 90%) і перші всенародні вибори Президента України, яким обрано Л. М. Кравчука (набрав 62% голосів, а його найближчий суперник В. Чорновіл — 23%). 13 грудня — Постановою Верховної Ради України зі складу Царичанського району виділено новий Петриківський район. |

## Доба незалежності України
| Роки | Події |
| ---- | --- |
| 1992 | У Дніпропетровську утворено КБ «Приватбанк» 2 січня: Друге значне підвищення цін в Україні. 21 січня — Спасо-Преображенський кафедральний собор Дніпропетровська був офіційно переданий Українській Православній Церкві. 24 серпня — У Дніпропетровську на вул. Леніна (Театральний бульвар), відкрито пам'ятник Т. Г. Шевченку 5 вересня: призначення П. І. Лазаренка представником Президента у Дніпропетровській області (до червня 1994 р.) 16 жовтня: замість звільненого 1 жовтня В.Фокіна новим Прем'єр-міністром України призначено колишнього директора дніпропетровського «Південмашу» Л. Д. Кучму |
| 1993 | Здано в експлуатацію новий автовокзал у Дніпропетровську Червень: чергове масштабне підвищення цін в Україні. 7 липня — утворено Акціонерний банк «Кредит-Дніпро» 10 вересня: багаторазове підвищення цін в Україні. 21 вересня: Л. Д. Кучму звільнено з посади прем'єр-міністра України. Виконуючим обов'язки прем'єра призначено представника Донбасу Ю. Л. Звягільського. 19 жовтня — в Дніпропетровську при медичному інституті відкрили медичний ліцей для учнів 9-11 класів. |
| 1994 | Здано в експлуатацію нову будівлю обласного суду по вул. Глінки 10 липня: 2-й тур позачергових Президентських виборів — Президентом України обрано дніпропетровця Л. Д. Кучму, який набрав 53 % голосів (Л. Кравчук — 46 % при явці 71 %) |
| 1995 | Введено експлуатацію новий хірургічний комплекс обласної лікарні ім. Мечнікова на 600 місць 19 липня: призначення П. Лазаренка головою Дніпропетровської обласної державної адміністрації 5 вересня: призначення П. Лазаренка 1-м віце-прем'єром України. 8 листопада — у Дніпропетровську біля Історичного музею відкрили пам'ятник Дмитру Яворницькому 29 грудня — урочисто відкрито Дніпропетровський метрополітен: перша ділянка довжиною 7,8 км із шістьма станціями. |
| 1996 | 27 травня: Президент Л. Кучма замість Є. Марчука призначає нового прем'єра-міністра України П. І. Лазаренка (27.05.1996 — 18.06.1997) 28 червня — Верховна Рада України прийняла нову Конституцію України — першу Конституцію незалежної Української держави. 2 липня — Сталася трагічна трамвайна аварія в Дніпродзержинську. Трамвайний вагон на великій швидкості зійшов з рейок і перекинувся. 29 пасажирів загинули на місці, 87 з важкими травмами були доставлені до лікарні. 15 липня — після реконструкції відкрито Дніпропетровськуий міжнародний аеропорт 2 вересня: указом Президента України Л. Кучми «Про грошову реформу в Україні» від 25.08.1996 було введено в обіг національну валюту України — гривню 12 вересня 1996 — у Дніпропетровську відкрито Центр аерокосмічної освіти молоді. 17 грудня — урочисто пущено рух двох гілок трамвая по Кайдацькому мосту та Донецькому шосе завдовжки понад 9 км, одна з яких поєднала Кайдаки з житловим масивом Лівобережний-3 (проспект Миру), а інша — ж/м Лівобережний з центральним залізничним вокзалом. |
| 1997 | 6 червня — Зсув на ж/м Тополя-1, унаслідок якого були зруйновані 9-поверховий будинок, СШ № 99, дитячий садок, відселені мешканці сусідніх будинків. 1 липня: П. Лазаренко подає у відставку з поста прем'єр-міністра. 16 липня новим прем'єром призначено дніпропетровця В. П. Пустовойтенка (16.07.1997 — 22.12.1999) 7 жовтня: на перегоні Дніпропетровськ — Новомосковськ електричка зіткнулась з вантажним автомобілем з людьми. Загинуло 18 осіб. 2 грудня: Колишнього прем'єр-міністра України Павла Лазаренка заарештовано у Швейцарії за звинуваченням у відмиванні викрадених державних грошей. 17 грудня звільнено під заставу у 3 млн доларів. |
| 1998 | 17 лютого: Верховна рада позбавляє депутатської недоторканості П. Лазаренка, який вже втік до Греції, але 22 лютого був затриманий в аеропорту Нью-Йорка. 26 червня — У селі Жовтоолександрівка на Дніпропетровщині відкрито пам'ятник Жовтоводської битви 1648 р. 15 вересня — у Дніпропетровську відбувся комерційний запуск мережі «Київстар». |
| 1999 | 9 жовтня — у Дніпропетровську помер легендарний головний інженер і керівник Південмашу Олександр Максимович Макаров. 2 жовтня: замах (вибух саморобного пристрою) на кандидата у Президенти Н. Вітренко під час її передвиборчої поїздки до Інгульця. 23-24 листопада: сніжний циклон в Центральній та Східній Україні, коли за добу випала місячна норма опадів. |
| 2000 | 2 серпня — у Дніпропетровську на Набережній Леніна відкрито пам'ятник В. Ф. Маргелову 16 вересня: на спортивному літаку розбився криворожанин, заступник міністра внутрішніх справ генерал-полковник Л. Бородич. 28 листопада 2000 — затверджено нинішні прапор і герб міста Нікополя. 21 грудня — в Дніпропетровську ввели в експлуатацію Південний міст через Дніпро. |
| 2001 | 13 червня — Дніпропетровською міською радою XXIII скликання був прийнятий Статут міста Дніпропетровська (зареєстрований Дніпропетровським обласним управлінням юстиції 20 червня 2001) 5 грудня: Перший всеукраїнський перепис населення, згідно з яким у Дніпропетровській області мешкало 3567,6 тис.осіб, у т.ч .в обласному центрі — 1 065 тис. осіб., у Кривому Розі — 669 тис.осіб, у Дніпродзержинську — 256 тис.осіб, у Нікополі — 136 тис.осіб, у Павлограді — 119 тис.осіб |
| 2002 | 21 січня — чергова сесія міськради Дніпропетровська призупинила повноваження Таромської селищної ради. Таким чином Таромське перетворилося на частину Ленінського району Дніпропетровська. 14 вересня — у Дніпропетровську на просп. Карла Маркса відкрили пам'ятник археологу, письменнику та громадському діячеві Олександру Полю. У 1887 році Олександр Поль став першим «Почесним громадянином міста Катеринослава». |
| 2003 | 11 березня — в місті Кривий Ріг був убитий 46-ти річний Сергій Астров, генеральний директор ТОВ «Стронг», що займалося поставками обладнання для гірничозбагачувальних комбінатів 12 березня — у Дніпропетровську застрелено Євгена Ніколаєва — власника місцевого ресторану «Чарлі», вугільного трейдера 13 вересня 2003 — у Дніпропетровську на вулиці Столярова відкрилася Алея Закоханих з фонтаном «Амур» 15 грудня — закінчено будівництво першої черги комплексу «Вежі» по вул. Дзержинського, 35-б (м. Дніпропетровськ). Висота будівлі від рівня землі до гребеня покрівлі — 106 м, що було на момент будівництва максимальною висотою для житлових будівель в Україні. |
| 2004 | 14 вересня — у Дніпропетровську відкрито Катеринославський бульвар 20 вересня — у Дніпропетровську відкрилася дорога, що зв'язала два райони — Тополя та Сокіл. |
| 2005 | 4 лютого: Прем'єр-міністром України В.Ющенко призначає Юлію Тимошенко (в.о. з 24 січня) 16 серпня — в центрі Дніпропетровська розстріляно з автомата екс-начальника Дніпропетровського УБОЗу Едуарда Шевченка 13 вересня — у Дніпропетровську в результаті реконструкції вул. Миронова та Центральної, з'явився Європейський бульвар, а на дніпропетровській набережній з'явився унікальний комплекс фонтанів 6 жовтня — у Дніпропетровську на Набережній Перемоги відкрито пам'ятник вихованцю футбольної школи «Дніпро-75», воротареві Сергію Перхуну. 18 серпня 2001, захищаючи ворота московського ЦСКА в матчі з «Анжи», Перхун отримав серйозну травму голови. 28 серпня Сергій помер у Москві. 24 жовтня: На приватизаційному конкурсі повторно продано «Криворіжсталь», яка перейшла під контроль металургійного магната Лакшмі Міттала |
| 2006 | травень — після тривалої реконструкції почав діяти кінотеатр на три зали «Правда-кіно» площею 2400 кв. м. 9 вересня — в Дніпропетровську відкрився Торгово-розважальний мега-комплекс «Мост-Сіті Центр», який зайняв цілий квартал знесеної дореволюційної забудови в самому центрі міста. Власник будівлі — місцевий мільйонер-підприємець В. В. Єрмолаєв. — в Дніпропетровську відкрито нову будівлю єпархії навпроти Свято-Троїцького собору на Червоній площі, 7. — відкрити сходи з набережної на пішохідний міст до Монастирського острова |
| 2007 | 25 червня — 15 липня — т.з. дніпропетровські маніяки (19-річні підлітки) скоїли в Дніпропетровську і околицях 13 невмотивованих жорстоких вбивств випадкових перехожих. 13 жовтня — в Дніпропетровську стався вибух газу у житловому будинку № 127 по вулиці Мандриківська. В результаті трагедії загинули 23 людини. Через рік на місці трагедії побудували храм і меморіал. У 2013 винуватці трагедії — посадовці «Дніпрогазу» були засуджені. 18 грудня: Тимошенко Юлія Володимирівна вдруге стала Прем'єр-міністром України |
| 2008 | 9 лютого — засудження дніпропетровських маніяків — двох до довічного ув'язнення, одного до 9-ти років позбавлення волі. 29 липня — на Дніпрі на своєму катері підірваний власник елітного дніпропетровського ресторану «Хутір» Леонід Котляр 11 вересня: «ЄврАз» завершив операцію з придбання українських металургійних активів групи «Приват» 14 вересня — ФК «Дніпро» отримав новий стадіон — «Дніпро Арену» — перший сучасний стадіон в Україні |
| 2009 | 10 квітня: помер Євген Весник, народний артист СРСР, чиє життя було тісно пов'язане з Кривим Рогом 7 травня: пожежа в залі ігрових автоматів в Дніпропетровську, в результаті інциденту загинули дев'ять чоловік, ще 11 були госпіталізовані. Невдовзі прем'єр-міністрЮлія Тимошенко ініціювала закон про закриття всіх гральних закладів в країні. 15 травня Верховна Рада прийняла цей закон, проте на початку червня президент Віктор Ющенко наклав на нього вето. 11 червня вето було подолане Радою 22 вересня — вщент згорів «Слов'янський базар» у Дніпропетровську по вул. Курчатова 13 жовтня близько 9.00 в центрі Дніпропетровська на вул. Харківській, прогримів вибух. В результаті загинув відомий бізнесмен В'ячеслав Брагінський, який проходив повз будинок під час вибуху. |
| 2010 | 7 лютого: Президентом України у 2-му турі обраний лідер опозиційної Партії регіонів Віктор Янукович, який набрав 48,95 % голосів виборців; за чинного прем'єра Юлію Тимошенко віддали голос 45,47 % виборців. 12 жовтня — сталася трагедія на залізничному переїзді в Марганці, яка забрала 45 життів. Того дня локомотив врізався в пасажирський автобус «Богдан». 29 жовтня — біля Музею історії комсомолу Дніпропетровської області відкрили пам'ятник на честь 90-річчя комсомолу Дніпропетровщини. 31 жовтня: чергові вибори до місцевих рад, на яких в цілому одержала перемогу Партія Регіонів. |
| 2011 | 5 серпня — у Печерському суді Києва заарештована Юлія Тимошенко, колишня прем'єрка країни та опозиційний політик; 30 грудня після винесення вироку її доправлено до Качанівської колонії у м. Харкові 11 вересня — у Дніпропетровську відкрили Катеринославський бульвар (колишня частина вул. Виконкомівської) 22 грудня — відкриття першої черги Південного обходу об'їзної дороги. Протяжність дороги 18 км . Ділянка з'єднує два транзитних потоки — з Криворізького та Запорізького шосе. |
| 2012 | 17 січня — відбулася перша плавка на новозбудованому металургійному заводі «Дніпросталь» у Дніпропетровську. 24 лютого — Відкриття Льодової Арени на ж/м Червоний Камінь у Дніпропетровську 17 березня: партія «Сильна Україна», створена С.Тігіпко напередодні президентських виборів 2010 року, саморозпустилася та влилася у Партію регіонів, віце-прем'єр міністр Сергій Тігіпко обраний одним із заступників голови Партії регіонів 14 квітня: у центрі Дніпропетровська було застрелено одного з основних забудовників міста — бізнесмена Геннадія Аксельрода. 27 квітня: терористичний акт у Дніпропетровську — вибухнуло 4 урни на центральному проспекті Карла Маркса внаслідок чого постраждало близько 30 осіб. У кінці травня було затримано 4-х підозрюваних. 8 вересня — біля облдержадміністрації відкрито площу 80-річчя Дніпропетровської області 4 жовтня — урочисте відкриття новозбудованого заводу «Дніпросталь» у Дніпропетровську 16 та 21 жовтня — у центрі Дніпропетровська відкрито найбільший в світі багатофункціональний єврейський центр «Менора» загальною площею 50 000 кв.м. і висотою до 20 поверхів (77 м). На відкриття прибули єврейські релігійні та громадські дячи зі всього світу. 14 листопада — у Дніпропетровську на ВАТ «Інтерпайп Нижньодніпровський трубопрокатний завод» зупинили останню мартенівську піч. |
| 2013 | 10 липня — у Дніпропетровську увечері біля свого будинку був убитий український дзюдоїст (чемпіон Європи та світу з дзюдо) і бізнесмен 42-річний Коба Надирадзе. 14 вересня — на Монастирському острові відкрито штучний «водоспад» «Поріг ревучий» 29 жовтня — біля облдержадміністрації відкрито «Парк ракет» 5 грудня — Петриківський розпис включений до списку нематеріальної культурної спадщини ЮНЕСКО |
| 2014 | 22 січня — під час заворушень на вул. Грушевського у Києві від кулі загинув перший маніфестант — Сергій Нігоян з Дніпропетровщини. У подальшому на його честь було перейменовано колишній проспект Калініна у Дніпропетровську. 26 січня — зіткнення протестувальників з міліцією і «тітушками» під будівлею Дніпропетровської облдержадміністрації. 28 січня — сильний снігопад у півдні і центрі України, зокрема, і у Дніпропетровській області: за добу випало більше місячної норми опадів, було значно утруднено рух магистралями, трасу на Запоріжжя тимчасово закрито. 22 лютого — вночі протестувальники скинули з п'єдесталу чавунний пам'ятник В. І. Леніну на центральній площі Дніпропетровська. |
| 2015 | |
| 2016 | На Привокзальній площі демонтовано пам'ятник більшовицькому діячеві Г. І. Петровському. У містах області згідно із законодавством щодо декомунізації перейменовано низку вулиць. Верховна Рада перейменувала низку населених пунктів Дніпропетровської області, зокрема Дніпропетровськ отримав нову назву Дніпро, Дніпродзержинськ — Кам'янське, Орджонікідзе — Покров. |